# ワシントン・コマンダース
- ワシントン・コマンダース[1][2]
- ワシントン・コマンダーズ[3][4][5][6][7][8][9][10]

ワシントン・コマンダース（英語: Washington Commanders、略称: WAS）は、アメリカ合衆国ワシントンD.C.都市圏のメリーランド州ランドーバー(en)に本拠地をおくNFLチーム。NFC東地区に所属している。ホームスタジアムは、フェデックスフィールド。本部と練習場は、バージニア州アシュバーン(en)に位置している。

## 概要
「ボストン・ブレーブス」という名称で1932年に創設され、翌年1933年のスタジアム移転に伴い「ボストン・レッドスキンズ」に改称した。ワシントンD.C.に移転後も「ワシントン・レッドスキンズ（英語: Washington Redskins）」という名称で長年活動したが、1990年代頃から先住民族の蔑称の使用は不適切であるとして公に広く批判されるようになった（#インディアンによる名称変更訴訟も参照）。1990年代以降も度々批判されてきたが、2020年5月25日のジョージ・フロイドの死を発端としたブラック・ライヴズ・マター運動の拡大により、チーム名称が本格的に政治問題化した。同年7月13日、旧ニックネームおよび旧ロゴは廃止された。新ニックネームが決定するまでの2020年・2021年の2シーズンは、暫定的に「ワシントン・フットボールチーム（英語: Washington Football Team）」という名称を用いて活動した。2022年2月2日に新名称「ワシントン・コマンダース」に改称した。
チームの評価額はフォーブスによれば29億5000万ドルでNFL第5位となっている.。2007年まで8年連続観客動員リーグ1位となっている。リーグチャンピオンシップゲームに11回出場し、そのうち5回優勝（1937年、1942年のNFLチャンピオンシップゲーム及びスーパーボウルを3回制覇)している。コマンダースはスーパーボウル出場回数5回を誇り、コマンダースより多いチームはダラス・カウボーイズ（8回）、ピッツバーグ・スティーラーズ（8回）、デンバー・ブロンコス（8回）、ニューイングランド・ペイトリオッツ（11回）、サンフランシスコ・フォーティナイナーズ(8回)、カンザスシティ・チーフス(6回)の6チームだけである。
チームの黄金期はこれまでに2度あり1936年から1945年にNFLチャンピオンシップゲームに6回出場し2回優勝、1982年から1991年にプレーオフ出場7回、地区優勝4回でスーパーボウルに4回出場し3回優勝を果たしている。一方1946年から1970年まで長く低迷しプレーオフから遠ざかり、この間の勝ち越しは1956年と1968年の2回のみ、1961年にはチーム史上最悪の1勝12敗1分に終わっている。1991年以降は2023年までNFCチャンピオンシップゲームから遠ざかり、NFC最大の空白期間となたものの2024年シーズンでは久しぶりの出場を果たした。

## 歴史

### 創設から1945年まで
マサチューセッツ州ボストンで1932年7月9日にジョージ・プレストン・マーシャルらによって創設された。チーム名はボストン・ブレーブス。10月2日にブルックリン・ドジャースとの初戦は0-14で敗れたが翌週のニューヨーク・ジャイアンツ戦で14-6と初勝利をあげた。1年目は46,000ドルの赤字を出したため、マーシャル以外のオーナー陣はチーム経営をあきらめてマーシャルが単独オーナーとなった。
翌1933年、ボストン・レッドソックスの本拠地フェンウェイ・パークに移った際に、ボストン・レッドスキンズと名称を変更した（この名称に対してスー族から抗議があったがマーシャルオーナーは愛称を変更しなかった。）。フェンウェイパークに移ったことは失敗で観客も少なかった。
1936年、初のNFLドラフトで全体2位指名権を獲得したチームはアラバマ大学のブロッキングバック、ライリー・スミスを獲得した。この年ドラフト全体1位で指名されたハイズマン賞受賞者のジェイ・バーワンガーはプロ入りしなかったためスミスがNFLドラフトで最初に指名されたNFL選手となった。この年のドラフトでチームはエンドのウェイン・ミルナーも獲得、彼はオフェンスで重要な役割を果たす選手となった。1936年にマーシャルオーナーはヘッドコーチにレイ・フラハティを起用した。フラハティは地区優勝4回、NFLチャンピオンに2度輝いた。
1936年、チームは4勝5敗から3連勝して7勝5敗と初の勝ち越し及び地区優勝を果たした。しかし地元フェンウェイパークで行われたレギュラーシーズン最終戦のピッツバーグ・スティーラーズ戦は4,813人しか観衆が入らなかったためマーシャルオーナーはホームフィールドアドバンテージを放棄し、NFLチャンピオンゲームはニューヨークのポロ・グラウンズで行われたが、6-21でグリーンベイ・パッカーズに敗れた。
1937年、チームはワシントンD.C.に移転、ワシントン・レッドスキンズとなった。当初チームはワシントン・セネターズの本拠地であったグリフィス・スタジアムを本拠地とした。移転した最初の年、その後プロフットボール殿堂入りを果たすテキサス・クリスチャン大学出身の新人QBサミー・ボウをドラフトで獲得、彼の活躍もありチームは28-21でシカゴ・ベアーズを破りNFLチャンピオンとなった。サミー・ボウは、コーナーバックやパンターとしてもプレイした。1940年のNFLチャンピオンシップゲームはシカゴ・ベアーズとの再戦となったがチームは0-73とNFL史上一番のワンサイドゲームで敗れた。1942年、再びシカゴ・ベアーズを14-6で破り2度目のNFLチャンピオンになった。1943年サミー・ボウがその年のパス記録、パント記録、インターセプト記録のトップとなる活躍を見せチームはNFLチャンピオンシップゲームに進出したがシカゴ・ベアーズとの対戦では21-41で敗れ2年連続のNFLチャンピオンは逃した。
1944年にパリオリンピックのラグビーで金メダリストとなったダドリー・デグルートがヘッドコーチとなった。1945年、サミー・ボウが70.3%のパスを成功させ、チームは8勝2敗の成績を残した。NFLチャンピオンシップゲームまで進出したがクリーブランド・ラムズに14-15と1点差で敗れた。この試合でサミー・ボウが自陣5ヤードから下がって投げたパスがゴールポストを直撃しセイフティとなった。この判定に激怒したマーシャルオーナーはルール改正を働きかけ、翌年からこうしたケースはパス不成功とすることになった。

### 1946年から1970年まで
しかし翌年からチームの低迷が始まり、1946年から1951年までの6年間でターク・エドワーズ、ジョン・ウェルチェル、ハーマン・ボール、ディック・トッドと4人のヘッドコーチが就任することとなった。
1950年にアメリカン・オイル・カンパニーがレッドスキンズの全試合をテレビ中継することとなった。これはNFL全チーム中最初の試みであった。1952年にチームはグリーンベイ・パッカーズの元コーチ、カーリー・ランボーをヘッドコーチとして迎えた。しかし2シーズンが経過し、翌年のプレシーズンゲームでロサンゼルス・ラムズに敗れたところでマーシャルオーナーはランボーヘッドコーチを解任した。後任のJohn Kuharichは1955年にチームを10シーズンぶりに勝ち越しさせてSporting News、UPI通信からそれぞれ最優秀コーチに選ばれた。
1961年にチームは新設されたD.C.スタジアムに移転する。このスタジアムは1969年にRFKスタジアムと改称される。スタジアムでの最初の試合には37,767人が詰めかけたが21-7とリードしていながら21-24でニューヨーク・ジャイアンツに敗れた。この年から1965年までヘッドコーチとして指揮を執ったビル・マクピークは21勝46敗3分の成績でチームを去った。しかし彼がヘッドコーチを務めた間にチームはドラフトで将来を有望視されたWRのチャーリー・テイラー、TEのジェリー・スミス、Sのポール・クラウス、Cのレン・ハウス、LBのクリス・ハンバーガーを獲得していた。またトレードでフィラデルフィア・イーグルスからQBのソニー・ジャーゲンセン、ニューヨーク・ジャイアンツからLBのサム・ハフを獲得した。
チームが低迷した理由の1つにマーシャルオーナーの精神状態が1962年から低下していき、チームの難しい問題を判断して舵取りをできるものがいなくなっていた。1969年8月9日、マーシャルオーナーが亡くなると、チームはジャック・ケント・クックに売却された。
南部出身のマーシャルオーナーの黒人嫌いのため、レッドスキンズは長らく白人のみのチームであり、早くから有色人種に門戸を開いていた各チーム（旧AAFCのクリーブランド・ブラウンズなど積極採用するチームもあった）に比べ戦力が劣り、長期低迷の要因の一つとなっていた。
アメリカ合衆国連邦政府やワシントン・ポストの圧力を受けたもののマーシャルオーナーは黒人選手を獲得しようとしなかったがステュアート・リー・ユードル内務長官からの警告を受けて1962年、黒人として初めてハイズマン賞を獲得したアーニー・デービス、アリゾナ大学のハーフバック、ジョー・ヘルナンデス、8巡目ではミシガン州立大学のFBロン・ハッチャーをドラフトで指名した。しかしその後12月、チームはデービスをクリーブランド・ブラウンズに放出しトレードでRB（レッドスキンズの移籍後WRにコンバートされた。）のボビー・ミッチェル、ドラフト1巡目で指名されたリロイ・ジャクソンを獲得した。これはチームにとって幸運でデービスはNFLでプレイすることなく白血病で亡くなってしまったのに対して、ミッチェルはチャーリー・テイラーやRBのラリー・ブラウン、ディフェンスバックのブリッグ・オーウェンス、ピッツバーグ・スティーラーズから加入したガードのジョン・ニスビーなどと並ぶスター選手になり後に殿堂入りを果たした。1962年チームは過去5年で最高の5勝7敗2分、ミッチェルは72回のキャッチでリーグトップの11タッチダウンレシーブをあげてプロボウルに選出された。RBとしてドラフトで獲得したチャーリー・テイラーもWRにコンバートされた。ジャーゲンセンやテイラーも後に殿堂入り選手となった。
1969年、レッドスキンズはスーパーボウルを2度制覇してグリーンベイ・パッカーズのフロントに入り現場を離れていた殿堂入りヘッドコーチ・ヴィンス・ロンバルディと契約した。彼は1955年以来の好成績となる7勝5敗2分とチームを率いたが、1970年シーズン開幕直前の9月にガンのため亡くなりアシスタントコーチのビル・オースティンが指揮を執ったが6勝8敗でシーズンを終えた。

### 1971年から1980年まで

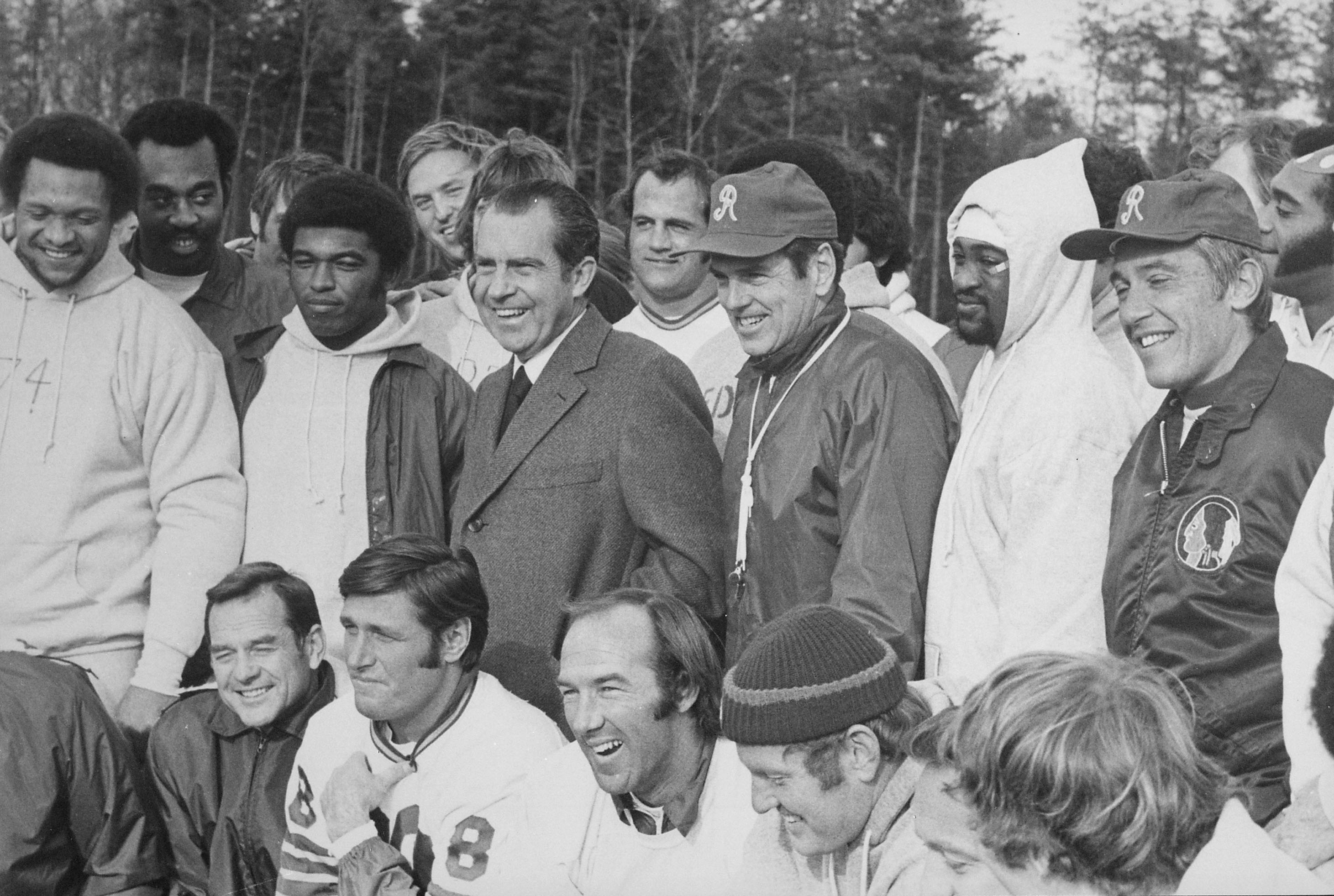
リチャード・ニクソン大統領とレッドスキンズメンバー（1971年）

1971年1月6日、元ロサンゼルス・ラムズのヘッドコーチ、ジョージ・アレンと契約した。アレンは若手の有望選手を次々にベテラン選手とトレードしていき、チームはNFLで最も平均年齢が高くなり、オーバー・ザ・ヒルギャングと呼ばれるようになった。この年チームは9勝4敗1分の成績で1945年以来となるプレーオフ出場を果たしたがディビジョナルプレーオフでサンフランシスコ・フォーティナイナーズに20-24で敗れた。
翌1972年にチームは1942年以来となるプレーオフを地元で戦う権利を得てグリーンベイ・パッカーズを16-3、ダラス・カウボーイズを26-3で破り、第7回スーパーボウル出場を果たした。この年レギュラーシーズン無敗のマイアミ・ドルフィンズと戦い、ノーネームディフェンスと名付けられた強力守備に押さえ込まれ7-14で敗れた。オフェンスはタッチダウンを奪えず第4Qにガロ・イェプレミアンのFGをブロックし、その後イェプレミアンが無理にパスを投げようとして零したボールを拾ったマイク・バスのリターンタッチダウンによる得点だけであった。
チームは1973年、1974年、1976年とプレーオフへ進出したがいずれも1回戦で敗れた。1977年に9勝5敗ながらプレーオフを逃すとアレンはヘッドコーチを解任されてジャック・パーディーが後任となった。
1974年に1976年のドラフト1巡指名権とのトレードでQBジョー・サイズマンとの交渉権を獲得した。
1978年チームは開幕から6連勝したがその後10試合で8敗を喫し、8勝8敗でシーズンを終えた。1979年のドラフトでチームはドン・ウォレン、モンテ・コールマンを獲得した。前半を6勝2敗で折り返したチームは10勝5敗でダラス・カウボーイズとの直接対決で地区優勝、プレーオフ出場を賭けて対戦した。34-28とリードして残り時間わずかとなったがそこからロジャー・ストーバックが逆転タッチダウンを決めて34-35で敗れた。パーディーはAP通信、及びUPI通信から最優秀コーチ（UPI通信はNFC最優秀コーチ）に選ばれたが1980年を6勝10敗で終えると彼は解任された。

### 1981年から1992年
1981年、チームはサンディエゴ・チャージャーズのオフェンスコーディネーターだったジョー・ギブスをヘッドコーチに迎えた。ドラフトでマーク・メイ、ラス・グリム、デクスター・マンリーを獲得した。開幕から5連敗したが残り11試合で8勝をあげて8勝8敗でシーズンを終えた。
1982年、NFLは57日のストライキが実施されレギュラーシーズンも16試合から9試合に縮小された。この年のプレーオフは16チームで争われることとなり、各カンファレンスレギュラーシーズンの成績上位8チームで争われることが決まった。ストライキが終了した後の7試合中6勝をあげて1976年以来となるプレーオフ出場を果たした。プレーオフ2回戦ではジョン・リギンズがチームのプレーオフ記録となる185ヤードを走り21-7でミネソタ・バイキングスを破りNFCチャンピオンシップゲームではダラス・カウボーイズを31-17で破った。マイアミ・ドルフィンズとの対戦になった第17回スーパーボウルを27-17で勝利しスーパーボウル初優勝を果たした。この試合13-17でリードされ第4ダウン数インチの場面でショートヤーデージ用に用意された 70 chip というプレーが選択されたがリギンズはドン・マクニールのタックルをかわして43ヤードのタッチダウンランをあげた。MVPにはリギンズが選ばれた。

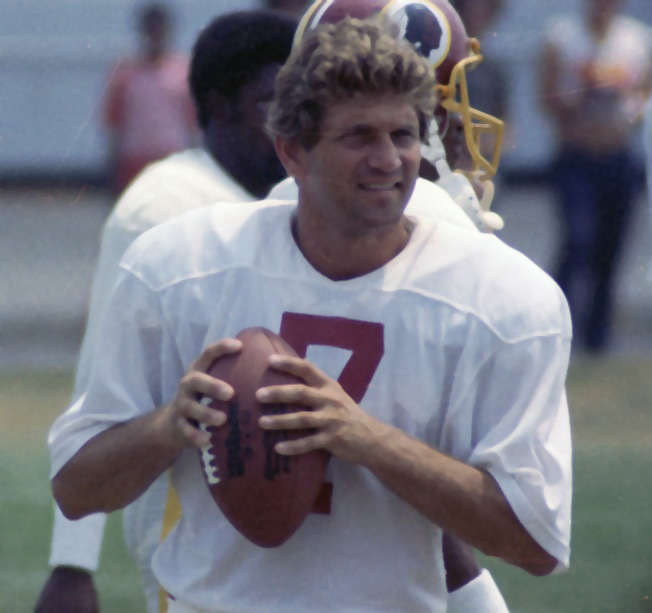
QBのジョー・サイズマン（1983年）

1983年、ドラフトでダレル・グリーン、チャールズ・マンを獲得した。10月1日に行われたグリーンベイ・パッカーズとのマンデーナイトフットボールを47-48というマンデーナイト新記録となる点の取り合いで落とした。この試合の両チームの獲得ヤードは合計で1000ヤードを超えた。シーズン終了までにマーク・モーズリーが161点、リギンズが144点をあげた。NFLのシーズン得点上位2名が同じチームの選手となるのは1951年以来初のことであった。この年14勝をあげたチームはレギュラーシーズン新記録の541得点をあげた。プレーオフでもロサンゼルス・ラムズを51-7、サンフランシスコ・フォーティナイナーズを24-21で破り第18回スーパーボウルに出場したがオークランド・レイダースに9-38で敗れスーパーボウル連覇はならなかった。
1984年、チームは11勝5敗で3年連続でNFC東地区優勝を果たしたがプレーオフ初戦でシカゴ・ベアーズに19-23で敗れた。
1985年11月18日のニューヨーク・ジャイアンツとのマンデーナイトフットボールで、エースQBのジョー・サイズマンがローレンス・テイラーにサックされ足を骨折し選手生命を絶たれ12年のキャリアを終えた。このプレーは、レフトタックルが重要なポジションとなったきっかけとして、映画『しあわせの隠れ場所』の冒頭に取り上げられている。
1986年ドラフト6巡目で後にスーパーボウルMVPとなるQBマーク・リッピンを獲得した。12勝4敗の素晴らしい成績をあげたが地区優勝は逃しワイルドカードでプレーオフに出場した。ロサンゼルス・ラムズ、シカゴ・ベアーズを破ったがNFCチャンピオンシップゲームでニューヨーク・ジャイアンツに0-17と完封されてシーズンを終えた。
1987年、シーズンは24日のストライキが行われた影響で15試合に削減された。また第4週から第6週は代替選手も出場した。デンバー・ブロンコスとの対戦になった第22回スーパーボウルではブロンコスに10点先制されたが第2QにQBダグ・ウィリアムスに率いられたザ・クォーターと呼ばれるようになる35得点をあげる猛攻（ウィリアムスは4つのタッチダウンパスを決めた。）を見せて42-10で2度目のスーパーボウル制覇を達成した。ウィリアムスはアフリカ系アメリカ人QBとして初のスーパーボウルMVPに選ばれた。またこの試合ではシーズン中ほとんど活躍したことのなかったティミー・スミスがスーパーボウル記録となる203ヤードを走った。その後チームがプレーオフに出場したのは1990年であったがプレーオフ初戦でサンフランシスコ・フォーティナイナーズに10-28で敗れた。
1991年チーム新記録となる開幕11連勝を達成し14勝2敗でシーズンを終えた。この年チームからは8名がプロボウルに選出された。ホグスと呼ばれるオフェンスラインマンたちはNFL歴代3位の被サック9という成績を残した。プレーオフではアトランタ・ファルコンズ、デトロイト・ライオンズを2試合合計で64-17と大差で破り第26回スーパーボウルでバッファロー・ビルズを37-24で破りMVPにはQBリッピンが選ばれた。
1992年、リッピンがホールドアウトしチームへの合流が遅れた。ワイルドカードでプレーオフに出場したチームは13-20でサンフランシスコ・フォーティナイナーズに敗れシーズンを終えた。この年の10月12日、デンバー・ブロンコスとのマンデーナイトフットボールでWRのアート・モンクがそれまでスティーブ・ラージェントが持っていたNFL歴代レシーブ記録を破る820回目のパスレシーブを決めた。シーズン終了後、ギブスは12シーズン続けたヘッドコーチを退任することを発表した。彼は4回チームをスーパーボウルに導き、そのうち第17回スーパーボウル、第22回スーパーボウル、第26回スーパーボウルと3回の優勝をそれぞれ別の先発QB（ジョー・サイズマン、ダグ・ウィリアムス、マーク・リッピン）で果たした。ギブスヘッドコーチはその後プロフットボール殿堂入りを果たした。

### 1993年から1998年
1993年にジョー・ギブスが退任した後、1993年から2003年までの11年間でプレーオフにわずか1回しか出場を果たせなかったが2004年にジョー・ギブスがヘッドコーチに再登板、2005年、2007年とプレーオフ出場を果たした。
ギブスの後任にはリッチー・ペティボーンが就任したが4勝12敗でシーズンを終え1年で解任されダラス・カウボーイズのオフェンスコーディネーター、ノーブ・ターナーが後任となった。1994年のドラフト7巡目でQBガス・ファーロットを指名した。この年の10月9日、LBのモンテ・コールマンがアート・モンクの記録を抜くレッドスキンズ選手として206試合目の出場を果たした（シーズン終了までに216試合にこの記録は伸びた。）。
1996年3月13日、チームとメリーランド州知事らは新スタジアムの建設に合意した。RFKスタジアム最後の試合となった同年12月16日のカウボーイズ戦を37-10で勝利した。同スタジアムでの成績は173勝102敗3分（プレーオフでの11勝1敗の成績を含む）であった。
1997年、前オークランド・レイダースのQBジェフ・ホステトラーと契約した。この年の4月6日、ジャック・ケント・クックオーナーは新スタジアム完成を目前に心不全のため84歳で死去した。建設中だった新スタジアムはジャック・ケント・クック・スタジアムと名付けられた。スタジアム初の試合となった9月14日のアリゾナ・カージナルス戦はオーバータイムの末19-13で勝利した。また11月23日のニューヨーク・ジャイアンツ戦は7-7の引き分けに終わりチームとしては1971年以来の引き分け試合となった。8勝7敗1分でチームは5年連続でプレーオフ出場を逃した。この年の12月13日の試合でダレル・グリーンがモンテ・コールマンの記録を抜くレッドスキンズ選手として217試合目の出場を果たした。
1998年、開幕から7連敗の末、6勝10敗で終えた。

### 1999年から2009年
1999年、ダニエル・スナイダーがチームをジョン・ケント・クックから8億ドルで買い取り新オーナーとなった。これはプロスポーツ史上最高額の買収であった。同年11月21日、スナイダーオーナーはジャック・ケント・クック・スタジアムの命名権をフェデックスに与え、本拠地スタジアムは「フェデックスフィールド」と改称された。同年のドラフトでニューオーリンズ・セインツはその年の全指名権、翌年のドラフト1巡、3巡指名権と引き替えにレッドスキンズからドラフト全体5番目の指名権を獲得、セインツはRBリッキー・ウィリアムズを獲得した。この年、10勝6敗で1992年以来、またノーブ・ターナーヘッドコーチが就任後初のプレーオフ出場を果たした。最終週のマイアミ・ドルフィンズ戦でRBのスティーブン・デービスはチーム新記録となる1405ヤードを走りQBのブラッド・ジョンソンはパス成功307本の新記録を作り4000ヤード以上を獲得した。プレーオフではデトロイト・ライオンズを破ったがタンパベイ・バッカニアーズに13-14で敗れた。
2000年のドラフトでは後にプロボウルに選出されるラヴァー・アーリントン、クリス・サミュエルズを獲得した。チームは序盤に5連勝するなど好調だったが7勝6敗となり、12月4日にターナーヘッドコーチは解任されテリー・ロビスキーが暫定ヘッドコーチとしてシーズン終了まで指揮を執りチームは8勝8敗でシーズンを終えた。この年の最終週にラリー・センターズがRBとしてのNFL通算パスレシーブ記録になる685回目のレシーブを達成した。
2001年、チームはクリーブランド・ブラウンズ、カンザスシティ・チーフスのヘッドコーチ経験のあるマーティ・ショッテンハイマーをヘッドコーチに迎えた。開幕戦のサンディエゴ・チャージャーズ戦を3-30で落とした直後の9月11日にアメリカ同時多発テロ事件が発生した。9月13日、チームはペンタゴンでの犠牲者家族に対する基金設立を発表した。この年チームは8勝8敗に終わりシーズン終了と共にショッテンハイマーは解任された。
2002年、フロリダ大学のヘッドコーチ、スティーブ・スパリアーが新ヘッドコーチに就任した。1年目は7勝9敗で1998年以来の負け越しとなった。12月29日の試合でダレル・グリーンが引退することとなった。彼は19シーズン連続でインターセプトを1個以上あげるNFL新記録、レッドスキンズ選手として295試合に出場（先発出場は258試合）のチーム記録などを残した。
2003年、チームは1994年以来最悪の5勝11敗でシーズンを終えた。その中でブルース・スミスがレジー・ホワイトがこれまで持っていたNFL通算サック記録を塗り替える199個目のQBサックを決めた（その後、彼は200サックに記録を伸ばし、このシーズンで引退した。）。シーズン終了後残り3年の契約を残していたもののスパリアーヘッドコーチは辞任した。
2004年、チームは再びジョー・ギブスをヘッドコーチ、そして球団社長として迎えた。このときの契約条件としてスナイダーオーナーが今までよりチームの運営に口を出さないことが約束された。この年チームはフェデックスフィールドの観客席を91,665人分に増やした。ジャクソンビル・ジャガーズからQBマーク・ブルネルを獲得したがシーズン途中からパトリック・ラムジー（2002年のドラフト1巡目に指名）が先発QBとなった。CBのショーン・スプリングス、LBのマーカス・ワシントンも活躍しドラフトではマイアミ大学からショーン・テイラーを獲得した。
これまでスナイダーオーナーは大金を元にブルース・スミスやディオン・サンダースなどのビッグネームをフリーエージェントで獲得していたがギブスはコーネリアス・グリフィン、サンタナ・モス、クリントン・ポーティスなどを獲得した。
2005年のオフシーズン、ギブスはラバーニアス・コールズをニューヨーク・ジェッツにトレードし、サンタナ・モスを獲得した。またドラフト1巡目ではオーバーン大学のCBカルロス・ロジャース、QBジェイソン・キャンベル（デンバー・ブロンコスから獲得した1位指名権）を獲得した。前のシーズン十分に機能しなかったオフェンスを立て直すためジャクソンビル・ジャガーズのオフェンスコーディネーターだったビル・マスグレイブをQBコーチとして招きギブスのチームとしては初めてショットガンフォーメーションを導入することになった。開幕3連勝したものの11月に3連敗するなど苦しいシーズンであったが最後の5試合を連勝で終えて10勝6敗でプレーオフにワイルドカードで出場した。タンパベイ・バッカニアーズとの試合を17-10で勝ったもののオフェンスはわずか120ヤードしか獲得できなかった。これはプレーオフ勝利チームとしてはワースト記録であった。翌週のシアトル・シーホークスとの試合で10-20で敗れ1991年以来となるNFCチャンピオンシップゲーム出場はならなかった。クリントン・ポーティスはこの年1,516ヤードを走りチームのシーズン記録を塗り替えた。またサンタナ・モスはレシーブで1483ヤードを獲得、ボビー・ミッチェルが1963年に作った1463ヤードのシーズン記録を破った。タイトエンドのクリス・クーリーは71回のレシーブでジェリー・スミスのシーズン記録を破った。シーズン終了後、チームはラヴァー・アーリントンを解雇した。
2006年、ギブスはオフェンスコーディネーターのアル・サンダースをアシスタントヘッドコーチとした。サンダースはギブスと共にドン・コリエルの下でアシスタントコーチをした経験があり、サンダースがプレイコールを出すことによってギブスはヘッドコーチ、CEOの職務に専念することができるようになった。またバッファロー・ビルズの元ディフェンスコーディネーターのジェリー・グレイをディフェンスバックコーチとして招いた。QBコーチのビル・マスグレイブはチームを去りアトランタ・ファルコンズに移った。オフシーズンにブランドン・ロイド、アントワン・ランドレル、アダム・アーチュリータ、アンドレ・カーターを獲得しチームへの期待は高まった。
この年チームは接戦をたびたび落としてシーズン途中でギブスは先発QBをブルネルからジェイソン・キャンベルに交代させた。最終的に5勝11敗で地区最下位に終わった。この年の失敗の原因をアナリストたちはフリーエージェントで獲得したアーチュリータ、ロイドの不成績、ギブスのパワーラン中心のオフェンス哲学とサンダースのパス中心のオフェンス哲学の衝突にあったと考えた。ディフェンスバックはリーグ最多の30タッチダウンパスを決められインターセプトは最少の6個であり、ターンオーバーは16試合制になってから最少の12個であった。チームディフェンスは前年の7位から29位に低下した。
チーム創設75周年となった2007年は5勝3敗から3連敗したが11月26日の日曜日、チームリーダーでありスーパースターのショーン・テイラーがマイアミの自宅にいたところ銃で撃たれ翌日他界した。翌週のバッファロー・ビルズ戦で16-14でリードした残り8秒で相手キッカーのライアン・リンデルにプレッシャーを与えるためタイムアウトを取った後、再度タイムアウトを取ったコールがアンスポーツマンライクコンダクトの反則が取られて51ヤードだったFGが36ヤードになり容易に決められて逆転負けを喫した。2日後の火曜日にテイラーの葬儀が行われたさらに2日後の木曜日、シカゴ・ベアーズとサーズデイナイトゲームで対戦した。この試合でジェイソン・キャンベルはひざを負傷しシーズン絶望となったが、控えQBのトッド・コリンズが活躍し、最後の4試合を連勝して9勝7敗でプレーオフ出場を果たした。シアトル・シーホークスとの試合、13点を先制された後、14-13と逆転したがFGを失敗し追加点を取れず逆に相手にタッチダウンを許した後、2ポイントコンバージョンを決められ7点リードされた。コリンズのパスが2回インターセプトされいずれもリターンTDを許し14-35で敗れた。
2008年よりシアトル・シーホークスの元QB、ジム・ゾーンが指揮を執りウェストコーストオフェンスを導入した。7月、マイアミ・ドルフィンズからジェイソン・テイラーを2009年のドラフト2巡指名権、2010年のドラフト6巡指名権と引き替えに獲得した。
チームは6勝2敗と好スタートを切り、RBクリントン・ポーティスはラッシングリーダーに、QBジェイソン・キャンベルは開幕から8試合連続インターセプトなしと安定したプレーを見せた。しかしピッツバーグ・スティーラーズ戦でポーティスが負傷退場し試合に敗れるとその後は2勝8敗と低迷していたシアトル・シーホークスに3点差でようやく勝利する有様で勝ち星から遠ざかり、フィラデルフィア・イーグルスを破る番狂わせを演じたものの8勝8敗でシーズンを終えた。
2009年、アルバート・ヘインズワースを7年、1億ドルの契約で獲得すると共に2008年シーズン途中レイダースから加入して7試合に出場していたディアンジェロ・ホールとも6年、5400万ドルの契約を結んだ。また2003年にドラフトで獲得していたガードのデリック・ドッカリーを5年契約で再獲得した。ドラフト1巡目ではテキサス大学のDEブライアン・オラクポを獲得し、ベテランTのジョン・ジャンセン、WR/KRのジェームス・スラッシュを解雇した。第3週には、前の試合まで19連敗中だったデトロイト・ライオンズに敗れた。シーズン開幕後2勝3敗となった時点でシャーマン・ルイスをオフェンス・コンサルタントとして契約し、カンザスシティ・チーフス戦に敗れた後、プレイコール権限をゾーンからルイスに移す決定を行った。こうした大きな権限変更を行ったもののビニー・セラートはゾーンヘッドコーチをシーズン途中で解任することを否定した。第14週の試合の3日前、チームはジョージ・アレンの息子でオークランド・レイダース、タンパベイ・バッカニアーズでGMを務めたことのあるブルース・アレンをGMとして起用、セラートは辞任した。

### 2010年以降
2010年1月6日、デンバー・ブロンコスで2度スーパーボウルを制しているマイク・シャナハンがヘッドコーチに就任した。オフシーズンにはフィラデルフィア・イーグルスからドノバン・マクナブをドラフト2巡目指名権などと引き換えに獲得した。チームは3-4ディフェンスを導入することを決めたが、これに対してアルバート・ヘインズワースが反発、トレード要求や練習への欠席を続けた。
第7週のシカゴ・ベアーズ戦ではディアンジェロ・ホールがNFLタイ記録となる4インターセプトをあげて勝利に貢献した。第8週のデトロイト・ライオンズ戦で6点差、残りおよそ2分からの攻撃でエースQBのマクナブからレックス・グロスマンに交代を行い、試合に敗れた。その後、チームはマクナブと5年間7800万ドル、最大8800万ドルの契約を結んだが、シーズン残り3試合となったところでグロスマンを先発QBに昇格させた。
2011年2月28日、クリントン・ポーティスを解雇した。7月にチームはドラフト6巡指名権2つとの引き換えでミネソタ・バイキングスにマクナブをトレードした。またボニー・ホリデーなどと引き替えに、アリゾナ・カージナルスからRBティム・ハイタワーを獲得した。ジョン・ベックとの争いに勝ったグロスマンが先発QBとなり、ニューヨーク・ジャイアンツとの開幕戦では、パス34回中21回成功、305ヤード、2タッチダウンの活躍を見せた。開幕から連勝、最初の4試合で3勝1敗とチームは前評判以上の成績をあげたが、第6週のフィラデルフィア・イーグルス戦でグロスマンが4インターセプトを喫し、第7週からジョン・ベックが先発した。第7週の試合でハイタワーが左膝の靱帯を断裂しシーズン絶望となり、サンタナ・モスも左手を骨折し戦線を離脱した。ハイタワーの代役としてはライアン・トレインが起用されたが地上戦で苦戦した。第11週のダラス・カウボーイズ戦よりグロスマンが先発に復帰、第4Q終盤に同点TDパスを決めたがオーバータイムの末敗れ、チームは6連敗を喫した。第12週よりドラフト4巡で獲得したロイ・ヘルが先発RBとして起用されるようになった。第16週のミネソタ・バイキングス戦ではエバン・ロイスターがラン19回で132ヤードを走った。最終週、ロイスターが113ヤードを走ったが、チームは敗れて5勝11敗となり、NFC東地区で4年連続最下位に終わった。

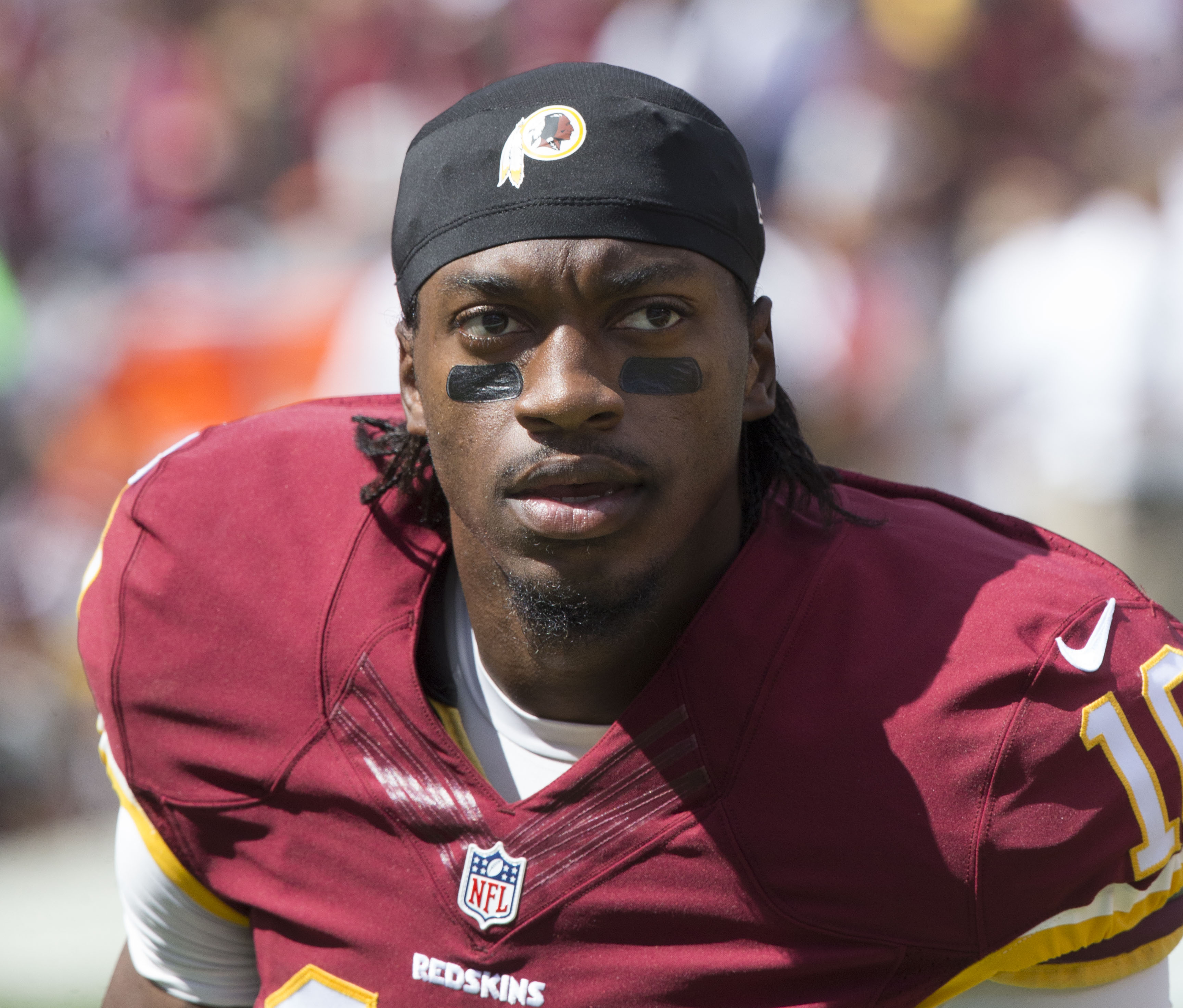
最優秀新人選手賞を取る活躍を見せたロバート・グリフィン3世（2014年）

2012年3月9日、チームはセントルイス・ラムズに2012年、2013年、2014年のドラフト1巡指名権、2012年のドラフト2巡指名権を譲る代わりにドラフト全体2位指名権を獲得、この指名権でロバート・グリフィン3世を獲得した。
グリフィンは先発QBとしてチームを牽引し、この年グリフィンとともに6巡目全体173位で指名したRBアルフレッド・モリスが新人では歴代3位の1,613ヤードと新人コンビの活躍もあり、10勝6敗で1999年以来13年ぶりにNFC東地区優勝を果たした。
2013年は3勝13敗に終わり、シーズン終了後、マイク・シャナハンヘッドコーチは解雇された。
2014年からはジェイ・グルーデンがヘッドコーチとなり、地区最下位に終わった。
2015年1月7日、GMにスコット・マクラウハンが就任。シーズンを通してQBにカーク・カズンズを起用。9勝7敗で地区優勝したものの、プレーオフでワイルドカード枠のグリーンベイ・パッカーズに敗れる。
2016年も勝ち越しはしたが地区3位に終わり、プレーオフは逃した。
2017年、チーム85周年となるシーズンは勝ち越せずに地区3位に終わりプレーオフを逃した。シーズンオフにはエースQBのカズンズのFA流出を控え、カンザスシティ・チーフスからアレックス・スミスをトレードで獲得した。2017年シーズン後、カズンズはミネソタ・バイキングスに移籍した。
2018年、9試合終えて3連勝を含む6勝3敗と好調を維持するも、その後にスミスの怪我などもあり失速。最終的に7勝9敗の地区3位に終わりプレーオフを逃した。シーズンオフには、スミスの怪我でエースQBを欠いたため、デンバー・ブロンコスからケイス・キーナムを獲得した。
2019年、ドラフト1巡目でオハイオ大学のQBドウェイン・ハスキンズを獲得。シーズンはキーナムを起用していたものの、開幕5試合全敗という低調スタートとなる。10月7日、グルーデンHCは解雇されオフェンスラインコーチを務めていたビル・キャラハンが暫定HCとなった。11月3日のバッファロー・ビルズ戦よりハスキンズがQBとして起用され、そのままシーズンを終える。2019年シーズンは3勝13敗で地区最下位かつカンファレンス最下位となり、GMのブルース・アレンも解雇された。2019年12月31日、カロライナ・パンサーズのHC職を解雇されたばかりのロン・リベラがHCに就任し、2017年までオークランド・レイダースのHCを務めたジャック・デルリオをディフェンスコーディネーターとして起用。
2020年、ドラフトでは前年最下位の成績によりNFLドラフト全体2位の指名権を与えられ、2年連続でオハイオ州立大学からの指名選手となるDEのチェイス・ヤングを獲得した。人種差別問題に端を発する一連の抗議活動の影響を受け、7月13日にレッドスキンズの名称とロゴマークの廃止が正式に決まり、同月23日に2020年シーズンを「ワシントン・フットボールチーム」として暫定的に活動することが決まった（後述）。シーズン開幕直前、元NFLのRBジェイソン・ライトが社長となった。最終戦でイーグルスに勝ち、7勝9敗ながら地区優勝を決めた。この試合、既に地区最下位が決まっていたイーグルスは先発QBを最終クォーターでベンチに置き、わざと負けることで翌年のドラフト順位の上位を狙ったのではないかと論議を呼んだ。プレーオフではQB二人の負傷により、12月に契約したばかりのテイラー・ハイニキを先発QBとしたが、初戦でタンパベイ・バッカニアーズに敗れた。2021年1月21日、サンフランシスコ・49ersの選手人事部門副社長であるマーティン・メイヒューをGMに起用した。
2021年シーズンは引き続き暫定名称を用いて活動。地区3位となりプレーオフを逃した。

### 2022年以降 -ワシントン・コマンダーズとして-
2022年2月2日に新球団名「ワシントン・コマンダーズ」を発表した。2022年3月9日、インディアナポリス・コルツとの間で、QBカーソン・ウェンツを獲得する代わりに2022年のドラフト3巡目、2023年のドラフト3巡目を譲渡し、かつ2022年のドラフト2巡目を交換するトレードを成立させた。
2022年シーズンは、負け越しはしなかったものの東地区の他の3チームがプレーオフに進む中、最下位となって唯一出場はならず、OCのスコット・ターナーを解雇した。シーズン後、ウェンツを放出した。
2023年7月、オーナーのスナイダーをめぐるセクシュアル・ハラスメントおよび違法な財務行為が明らかになる中、ジョシュ・ハリスの率いるパートナーシップに売却された。
2023年シーズンはダラス・カウボーイズに大敗して4勝8敗となった時点で、DCおよびディフェンシブ・バック・コーチを解任した。第15週にプレーオフ進出の道は断たれた。4勝13敗、地区内では0勝6敗でレギュラーシーズンを終え、HCのリベラは解任された。さらにGMをメイヒューから、サンフランシスコ・フォーティーナイナーズのアシスタントGMであったアダム・ピータースに代えた。2024年2月、ダラス・カウボーイズのDCであったダン・クインをHCとした。
2024年シーズンはルーキーQBのジェイデン・ダニエルズを全試合で先発起用し、第6シードのワイルドカードでプレーオフに進出した。初戦でタンパベイ・バッカニアーズに勝ち、2005年以来のプレーオフ勝利となった。次戦ではシード1位のデトロイト・ライオンズを下し、1991年シーズン以来のNFCチャンピオンシップゲーム出場を果たした。チャンピオンシップではフィラデルフィア・イーグルスに4つのターンオーバーを献上して敗れた。

## 大統領選挙にまつわるジンクス
アメリカ合衆国大統領選挙との関連で、「レッドスキンズが投票日前最後の本拠地でのゲームに勝てば現職与党候補が当選、負ければ野党候補が当選」というジンクスが存在し、1936年以降17回にわたって的中してきたが、下記のように的中しないこともある。
2004年10月31日の本拠地でのグリーンベイ・パッカーズとの試合では14-28で敗れたため、ジンクス通りなら民主党候補のジョン・ケリーが当選となるはずだったが、結果は共和党現職のジョージ・W・ブッシュが再選を果たし、ジンクス通りにはならなかった。
2012年11月04日のカロライナ・パンサーズとの試合では21-13で敗れ、ジンクス通りなら共和党候補のミット・ロムニーが当選だが、結果は民主党現職のバラク・オバマが再選を果たし、ジンクスは外れることとなった。そのオバマは2013年に自分がオーナーだったらチーム名称の変更を考えると発言している。

## インディアンによる名称変更訴訟
全米のインディアン部族や団体は、同チームの「レッドスキンズ（赤い肌）」というインディアン民族に対する蔑称の使用の廃絶撤廃を求め、1967年から使用されているトレードマークの使用禁止などについて、1992年から連邦裁判所に提訴を行っている（→こちらも参照のこと）。レッドスキンズはアメリカ先住民を「赤色人種」と呼んでいたことに由来するが、現在ではこのような肌の色による人種の類型化は否定されている。これは、全米のスポーツチームが使用している「インディアン・マスコット」を「インディアンに対する侮辱、中傷、人種差別である」とする撤廃要求の一環である。
なお、1999年に行われた裁判で商標登録は米国特許商標局が却下した。
2009年5月15日、ワシントンD.C.の控訴裁判所はトレードマークがインディアンの人種差別につながっていないと下級審の判断を支持した。
2009年11月16日、連邦最高裁判所は、これらインディアン団体の審理要求を拒否した。裁判官はコメントなしで、下級裁判所が上訴した、「レッドスキンズという名称が、人種的に非常に不快であり、商標保護に値しない」という彼らの主張の再審理を却下したのである。
「レッドスキンズ」の顧問弁護士、ロバート・ラスコフはこの裁定に対し、「私たちは非常に喜ばしい思いでいっぱいです、訴訟が1992年に最初に起こされて以来、それは長い道のりでした」と述べ、「私たちは法廷が、見物にするだけの問題もまるで認めなかったことに驚いてもいません」と喜びを語った。
一方、インディアン側の代理人であるフィリップ・モーゼは「失望しました」と声明を出し、挑戦者のグループの一つは、手続き上での最後の望みとして、商標におけるキャンセル訴訟を起こした。これに対しラスコフは、「レッドスキンズ」はこの新しい苦情を意にかけない、とし、「私たちが負けることはあり得ませんね」と述べた。
「レッドスキンズ」はインディアン団体の抗議に対し、数十年にもわたって「このチーム名はインディアンに対する敬意の表れだ」として、ひたすらこのマスコット名を擁護している。もともと「ボストン・ブレーブス」だったこのチーム名が「レッドスキンズ」となったのは、1933年のことである。チームは裁判での要約で、この新しい名称が「チームのヘッド・コーチの、インディアンのウィリアム・“ローンスター”ディーツの尊称だった」と法廷で述べ立て、「この商標登録の毎年の更新料として、我々は長年にわたり何百万ドルも支払い続けてきている」と居直った。
インディアン団体は、「インディアン・マスコット」を廃止するよう、何十もの高校大学のスポーツチームを説得し続けてきた。「アメリカインディアン国民会議」（NCAI）は、「レッドスキンズ」の名について、裁判で「あからさまに不快なこきおろしであり、数世紀にわたって犯し品位を落としめ続けてきたステレオタイプである」とこれを糾弾してきた。しかし、チームはまったく取り合う姿勢を見せず、ラスコフは、元チームオーナーのジャック・ケント・クックも現オーナーのダニエル・スナイダーも、両人ともチーム名を変えることに関して「ささやき声さえ一度もなかった」と述べている。しかし、こと「商標」としての観点からすれば、チームの楽観視は尚早との声もある。
この法廷闘争は、スーザン・ショーン・ハルジョ、ヴァイン・デロリア・ジュニアらを代表とする7人のインディアンたちが、1967年に発行された「レッドスキンズ」の商標登録に戦いを挑んだ1992年に始まった。彼女らは1999年に「商標審理と上訴委員会」から「レッドスキンズの名は、インディアンにとって不快であると解釈できる」と返答を受けているのである。アメリカの商標法は「生者、死者にかかわらず、軽蔑的、または不当なこきおろしを含んだ名前の登録を禁止する」とある。
これと並行して、ニュージャージー州選出の連邦下院議員フランク・パローネは「インディアン・マスコット」の廃絶法案を議会に提出しており、この裁決に対して「必要とあらば、法改正で臨む」と表明した。
2014年6月18日、米国商標審判部は、先住民のグループが訴えを起こしていた、商標登録の取り消しを求める訴訟に対して、チーム名が個人や団体への侮辱につながる商標を禁じた連邦法に抵触しており、商標を取り消す判断を下した。チーム側はこれを不服とし、上訴すると表明した。なお、商標登録の取り消しが確定した場合、チーム名を変更しなくても活動や商行為を行うことはできるが、関連商品の海賊版に対して法的手段に訴えることが難しくなり、収入面で打撃を受けるとみられている。
2020年7月、ジョージ・フロイド抗議運動に鑑み、改称の検討が開始され、同月13日、旧ニックネームと旧ロゴは廃止された。当初は2020年シーズンの開始までに新ニックネームと新ロゴが決定されると発表されたが、同月23日、2020年シーズンは暫定的に「ワシントン・フットボールチーム」という名称を用いることと、チームカラーが維持された新ユニフォーム及びロゴの代わりに選手の背番号が書かれた新ヘルメットを発表した。2021年シーズンも引き続き暫定名称を用いて活動した。
2022年2月2日、新名称「ワシントン・コマンダース」と新ロゴを発表した。
2025年、チームはワシントンD.C.の元のRFKスタジアム跡に新たにスタジアムを建設することに向けてワシントンD.C.議会での予備承認を得たが、トランプ大統領はチーム名称を元のワシントン・レッドスキンズに戻さない限り連邦政府の支援を阻止すると脅した。

## 文化

### マーチングバンド

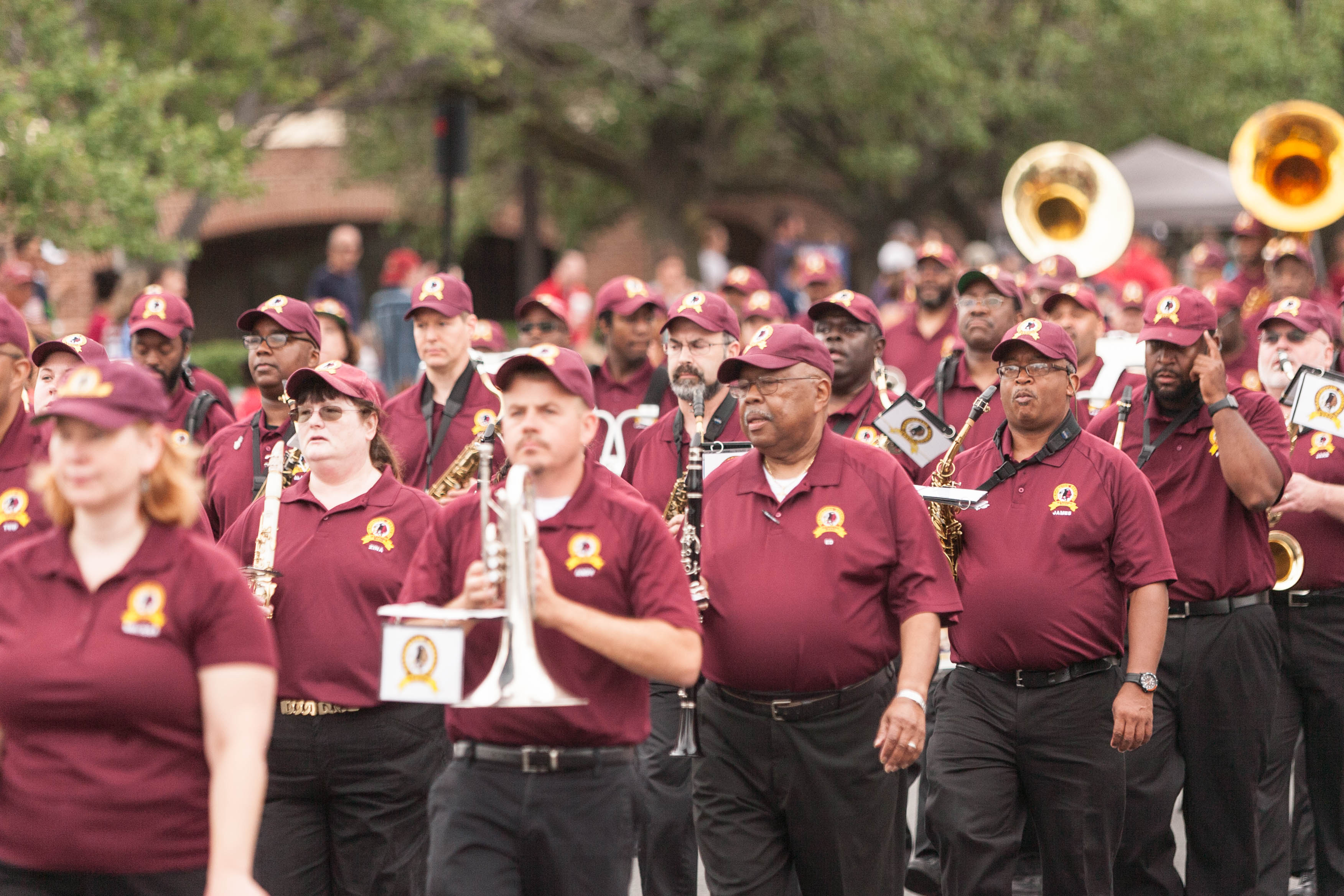
ワシントン・コマンダース・マーチングバンド（2016年）

チームは、ワシントン・コマンダース・マーチングバンド（Washington Commanders Marching Band、旧称：ワシントン・レッドスキンズ・マーチングバンド）と呼ばれるマーチングバンドを有しており、NFLの中でも最も古く、1937年から活動を行っている。ホームゲームでは、タッチダウンが起こる度に、ファイトソング「Hail to the Redskins」を演奏する。

### ファン
ワシントン・コマンダースには熱狂的で個性的なファンが多くいることで知られる。ホゲッツ（Hogettes）と呼ばれるファングループは、女性用のスカートとガーデンパーティ帽を着用し、豚の鼻を付けて試合に訪れる。ホゲッツのメンバーは、チームを応援するだけでなく、慈善活動にも積極的に参加し、Visaの広告にも起用されたことがある。今まで集めた募金は1億ドルを超えている。
また、この他にもチーフ・ジー（Chief Zee）と呼ばれる著名なファンもおり、ネイティブ・アメリカンの格好をした非公式マスコットとして活動していた。1978年以降、試合日を中心に活動を行い、2016年に75歳で亡くなるまで、スタジアムに駆けつけていた。

## 2025年シーズン
|      | AFC            | AFC        | AFC            | AFC            | NFC          | NFC            | NFC          | NFC          |
| 前年 | 西地区         | 南地区     | 北地区         | 東地区         | 西地区       | 南地区         | 北地区       | 東地区       |
| ---- | -------------- | ---------- | -------------- | -------------- | ------------ | -------------- | ------------ | ------------ |
| 1位  | チーフス       | テキサンズ | レイブンズ     | ビルズ         | ラムズ       | バッカニアーズ | ライオンズ   | イーグルス   |
| 2位  | チャージャーズ | コルツ     | スティーラーズ | ドルフィンズ   | シーホークス | ファルコンズ   | バイキングス | コマンダース |
| 3位  | ブロンコス     | ジャガーズ | ベンガルズ     | ジェッツ       | カージナルス | パンサーズ     | パッカーズ   | カウボーイズ |
| 4位  | レイダース     | タイタンズ | ブラウンズ     | ペイトリオッツ | 49ers        | セインツ       | ベアーズ     | ジャイアンツ |

 ：1度対戦　 ：2度対戦
| 年   | 成績               | NFC  | 地区 | 勝 | 敗 | 分 | 率   | Div   | Con   | 平均得点 | 平均失点 |
| ---- | ------------------ | ---- | ---- | -- | -- | -- | ---- | ----- | ----- | -------- | -------- |
| 2025 |                    |      |      | 0  | 0  | 0  | –    | -     | -     |          |          |
| 2024 | NFC決勝敗退        | 6位  | 2位  | 12 | 5  | 0  | .706 | 4-2   | 9-3   | 28.5     | 23.0     |
| 2023 | レギュラー敗退     | 14位 | 4位  | 4  | 13 | 0  | .235 | 0–6   | 2–10  | 19.4     | 30.5     |
| 2022 | レギュラー敗退     | 9位  | 4位  | 8  | 8  | 1  | .500 | 2-3-1 | 5-6-1 | 18.9     | 20.2     |
| 2021 | レギュラー敗退     | 10位 | 3位  | 7  | 10 | 0  | .412 | 2-4   | 6-6   | 19.7     | 25.5     |
| 2020 | ワイルドカード敗退 | 4位  | 優勝 | 7  | 9  | 0  | .438 | 4-2   | 5-7   | 20.9     | 20.6     |
| 2019 | レギュラー敗退     | 16位 | 4位  | 3  | 13 | 0  | .188 | 0-6   | 2-10  | 16.6     | 27.2     |
| 2018 | レギュラー敗退     | 9位  | 3位  | 7  | 9  | 0  | .438 | 2-4   | 6-6   | 17.6     | 22.4     |
| 2017 | レギュラー敗退     | 12位 | 3位  | 7  | 9  | 0  | .438 | 1-5   | 5-7   | 21.4     | 24.3     |
| 2016 | レギュラー敗退     | 8位  | 3位  | 8  | 7  | 1  | .531 | 3-3   | 6-6   | 24.8     | 23.9     |
| 2015 | ワイルドカード敗退 | 4位  | 優勝 | 9  | 7  | 0  | .563 | 4-2   | 8-4   | 24.3     | 23.7     |
| 2014 | レギュラー敗退     | 15位 | 4位  | 4  | 12 | 0  | .250 | 2-4   | 2-10  | 18.8     | 27.4     |
| 2013 | レギュラー敗退     | 16位 | 4位  | 3  | 13 | 0  | .188 | 0-6   | 1-11  | 20.9     | 29.9     |
| 2012 | ワイルドカード敗退 | 4位  | 優勝 | 10 | 6  | 0  | .625 | 5-1   | 8-4   | 27.3     | 24.3     |
| 2011 | レギュラー敗退     | 13位 | 4位  | 5  | 11 | 0  | .313 | 2-4   | 5-7   | 18.0     | 22.9     |
| 2010 | レギュラー敗退     | 14位 | 4位  | 6  | 10 | 0  | .375 | 2-4   | 4-8   | 18.9     | 23.6     |
| 2009 | レギュラー敗退     | 13位 | 4位  | 4  | 12 | 0  | .250 | 0-6   | 2-10  | 16.6     | 21.0     |
| 2008 | レギュラー敗退     | 10位 | 4位  | 8  | 8  | 0  | .500 | 3-3   | 7-5   | 16.6     | 18.5     |
| 2007 | ワイルドカード敗退 | 6位  | 3位  | 9  | 7  | 0  | .563 | 3-3   | 7-5   | 20.9     | 19.4     |
| 2006 | レギュラー敗退     | 14位 | 4位  | 5  | 11 | 0  | .313 | 1-5   | 3-9   | 19.2     | 23.5     |
| 2005 | ディビジョナル敗退 | 6位  | 2位  | 10 | 6  | 0  | .625 | 5-1   | 10-2  | 22.4     | 18.3     |

### 2024年シーズン成績
| (2)フィラデルフィア・イーグルス | 14 | 3  | 0 | .824 | 5-1 | 9-3  | 463 | 303 | 27.2 | 17.8 | .453 | .424 |
| (6)ワシントン・コマンダース     | 12 | 5  | 0 | .706 | 4-2 | 9-3  | 485 | 391 | 28.5 | 23.0 | .436 | .358 |
| ダラス・カウボーイズ            | 7  | 10 | 0 | .412 | 3-3 | 5-7  | 350 | 468 | 20.6 | 27.5 | .522 | .387 |
| ニューヨーク・ジャイアンツ      | 3  | 14 | 0 | .176 | 0-6 | 1-11 | 273 | 415 | 16.1 | 24.4 | .554 | .412 |

| NFC 2024       | NFC 2024                     | NFC 2024 | NFC 2024 | NFC 2024 | NFC 2024 | NFC 2024 | NFC 2024 | NFC 2024 | NFC 2024 | NFC 2024 |
| 順 位          | チーム                       | 地 区    | 勝       | 敗       | 分       | 勝率     | DIV      | CON      | SOS      | SOV      |
| 地区優勝       | 地区優勝                     | 地区優勝 | 地区優勝 | 地区優勝 | 地区優勝 | 地区優勝 | 地区優勝 | 地区優勝 | 地区優勝 | 地区優勝 |
| -------------- | ---------------------------- | -------- | -------- | -------- | -------- | -------- | -------- | -------- | -------- | -------- |
| 1              | デトロイト・ライオンズ       | 北       | 15       | 2        | 0        | .882     | 6-0      | 11-1     | .516     | .494     |
| 2              | フィラデルフィア・イーグルス | 東       | 14       | 3        | 0        | .824     | 5-1      | 9-3      | .453     | .424     |
| 3              | タンパベイ・バッカニアーズ   | 南       | 10       | 7        | 0        | .588     | 4-2      | 8-4      | .502     | .465     |
| 4              | ロサンゼルス・ラムズ         | 西       | 10       | 7        | 0        | .588     | 4-2      | 6-6      | .505     | .441     |
| ワイルドカード |                              |          |          |          |          |          |          |          |          |          |
| 5              | ミネソタ・バイキングス       | 北       | 14       | 3        | 0        | .824     | 4-2      | 9-3      | .474     | .408     |
| 6              | ワシントン・コマンダース     | 東       | 12       | 5        | 0        | .706     | 4-2      | 9-3      | .436     | .358     |
| 7              | グリーンベイ・パッカーズ     | 北       | 11       | 6        | 0        | .647     | 1-5      | 6-6      | .533     | .412     |
|                |                              |          |          |          |          |          |          |          |          |          |
| 8              | シアトル・シーホークス       | 西       | 10       | 7        | 0        | .588     | 4-2      | 6-6      | .498     | .424     |
| 9              | アトランタ・ファルコンズ     | 南       | 8        | 9        | 0        | .471     | 4-2      | 7-5      | .519     | .426     |
| 10             | アリゾナ・カージナルス       | 西       | 8        | 9        | 0        | .471     | 3-3      | 4-8      | .536     | .404     |
| 11             | ダラス・カウボーイズ         | 東       | 7        | 10       | 0        | .412     | 3-3      | 5-7      | .522     | .387     |
| 12             | サンフランシスコ・49ers      | 西       | 6        | 11       | 0        | .353     | 1-5      | 4-8      | .564     | .402     |
| 13             | シカゴ・ベアーズ             | 北       | 5        | 12       | 0        | .294     | 1-5      | 3-9      | .554     | .388     |
| 14             | カロライナ・パンサーズ       | 南       | 5        | 12       | 0        | .294     | 2-4      | 4-8      | .498     | .329     |
| 15             | ニューオーリンズ・セインツ   | 南       | 5        | 12       | 0        | .294     | 2-4      | 4-8      | .505     | .306     |
| 16             | ニューヨーク・ジャイアンツ   | 東       | 3        | 14       | 0        | .176     | 0-6      | 1-11     | .554     | .412     |
| タイブレーク   |                              |          |          |          |          |          |          |          |          |          |
| 1. 2. 3. 4. 5. |                              |          |          |          |          |          |          |          |          |          |

|  |                                                      |                                                      |                                                      |                                                |                                  |                                  |                                  |                                |          |    |                                  |                                  |                                  |  |  |                                   |                                   |                                   |
|  | ワイルドカード・プレーオフ                           | ワイルドカード・プレーオフ                           | ワイルドカード・プレーオフ                           |                                                |                                  | ディビジョナル・プレーオフ       | ディビジョナル・プレーオフ       | ディビジョナル・プレーオフ     |          |    |                                  |                                  |                                  |  |  |                                   |                                   |                                   |
|  | 2025年1月11日 M&Tバンク・スタジアム                  | 2025年1月11日 M&Tバンク・スタジアム                  | 2025年1月11日 M&Tバンク・スタジアム                  |                                                |                                  | 1月19日 ハイマーク・スタジアム   | 1月19日 ハイマーク・スタジアム   | 1月19日 ハイマーク・スタジアム |          |    | 1月26日 アローヘッド・スタジアム | 1月26日 アローヘッド・スタジアム | 1月26日 アローヘッド・スタジアム |  |  | 2月9日 シーザーズ・スーパードーム | 2月9日 シーザーズ・スーパードーム | 2月9日 シーザーズ・スーパードーム |
|  | 6                                                    | スティーラーズ                                       | 14                                                   |                                                |                                  | 1月19日 ハイマーク・スタジアム   | 1月19日 ハイマーク・スタジアム   | 1月19日 ハイマーク・スタジアム |          |    | 1月26日 アローヘッド・スタジアム | 1月26日 アローヘッド・スタジアム | 1月26日 アローヘッド・スタジアム |  |  | 2月9日 シーザーズ・スーパードーム | 2月9日 シーザーズ・スーパードーム | 2月9日 シーザーズ・スーパードーム |
|  | 6                                                    | スティーラーズ                                       | 14                                                   |                                                |                                  | 1月19日 ハイマーク・スタジアム   | 1月19日 ハイマーク・スタジアム   | 1月19日 ハイマーク・スタジアム |          |    | 1月26日 アローヘッド・スタジアム | 1月26日 アローヘッド・スタジアム | 1月26日 アローヘッド・スタジアム |  |  | 2月9日 シーザーズ・スーパードーム | 2月9日 シーザーズ・スーパードーム | 2月9日 シーザーズ・スーパードーム |
|  | 3                                                    | レイブンズ                                           | 28                                                   |                                                |                                  | 1月19日 ハイマーク・スタジアム   | 1月19日 ハイマーク・スタジアム   | 1月19日 ハイマーク・スタジアム |          |    | 1月26日 アローヘッド・スタジアム | 1月26日 アローヘッド・スタジアム | 1月26日 アローヘッド・スタジアム |  |  | 2月9日 シーザーズ・スーパードーム | 2月9日 シーザーズ・スーパードーム | 2月9日 シーザーズ・スーパードーム |
|  | 3                                                    | レイブンズ                                           | 28                                                   |                                                |                                  | 1月19日 ハイマーク・スタジアム   | 1月19日 ハイマーク・スタジアム   | 1月19日 ハイマーク・スタジアム |          |    | 1月26日 アローヘッド・スタジアム | 1月26日 アローヘッド・スタジアム | 1月26日 アローヘッド・スタジアム |  |  | 2月9日 シーザーズ・スーパードーム | 2月9日 シーザーズ・スーパードーム | 2月9日 シーザーズ・スーパードーム |
|  | 2025年1月12日 ハイマーク・スタジアム                 | 2025年1月12日 ハイマーク・スタジアム                 | 2025年1月12日 ハイマーク・スタジアム                 | 3                                              | レイブンズ                       | 25                               |                                  |                                |          |    | 1月26日 アローヘッド・スタジアム | 1月26日 アローヘッド・スタジアム | 1月26日 アローヘッド・スタジアム |  |  | 2月9日 シーザーズ・スーパードーム | 2月9日 シーザーズ・スーパードーム | 2月9日 シーザーズ・スーパードーム |
|  | 2025年1月12日 ハイマーク・スタジアム                 | 2025年1月12日 ハイマーク・スタジアム                 | 2025年1月12日 ハイマーク・スタジアム                 | 3                                              | レイブンズ                       | 25                               |                                  |                                |          |    | 1月26日 アローヘッド・スタジアム | 1月26日 アローヘッド・スタジアム | 1月26日 アローヘッド・スタジアム |  |  | 2月9日 シーザーズ・スーパードーム | 2月9日 シーザーズ・スーパードーム | 2月9日 シーザーズ・スーパードーム |
|  | 2025年1月12日 ハイマーク・スタジアム                 | 2025年1月12日 ハイマーク・スタジアム                 | 2025年1月12日 ハイマーク・スタジアム                 |                                                | 2                                | ビルズ                           | 27                               |                                |          |    | 1月26日 アローヘッド・スタジアム | 1月26日 アローヘッド・スタジアム | 1月26日 アローヘッド・スタジアム |  |  | 2月9日 シーザーズ・スーパードーム | 2月9日 シーザーズ・スーパードーム | 2月9日 シーザーズ・スーパードーム |
|  | 2025年1月12日 ハイマーク・スタジアム                 | 2025年1月12日 ハイマーク・スタジアム                 | 2025年1月12日 ハイマーク・スタジアム                 |                                                | 2                                | ビルズ                           | 27                               |                                |          |    | 1月26日 アローヘッド・スタジアム | 1月26日 アローヘッド・スタジアム | 1月26日 アローヘッド・スタジアム |  |  | 2月9日 シーザーズ・スーパードーム | 2月9日 シーザーズ・スーパードーム | 2月9日 シーザーズ・スーパードーム |
|  | 7                                                    | ブロンコス                                           | 7                                                    | AFC                                            | AFC                              | AFC                              |                                  |                                |          |    | 1月26日 アローヘッド・スタジアム | 1月26日 アローヘッド・スタジアム | 1月26日 アローヘッド・スタジアム |  |  | 2月9日 シーザーズ・スーパードーム | 2月9日 シーザーズ・スーパードーム | 2月9日 シーザーズ・スーパードーム |
|  | 7                                                    | ブロンコス                                           | 7                                                    | AFC                                            | AFC                              | AFC                              |                                  |                                |          |    | 1月26日 アローヘッド・スタジアム | 1月26日 アローヘッド・スタジアム | 1月26日 アローヘッド・スタジアム |  |  | 2月9日 シーザーズ・スーパードーム | 2月9日 シーザーズ・スーパードーム | 2月9日 シーザーズ・スーパードーム |
|  | 2                                                    | ビルズ                                               | 31                                                   |                                                | 1月18日 アローヘッド・スタジアム | 1月18日 アローヘッド・スタジアム | 1月18日 アローヘッド・スタジアム |                                |          |    | 1月26日 アローヘッド・スタジアム | 1月26日 アローヘッド・スタジアム | 1月26日 アローヘッド・スタジアム |  |  | 2月9日 シーザーズ・スーパードーム | 2月9日 シーザーズ・スーパードーム | 2月9日 シーザーズ・スーパードーム |
|  | 2                                                    | ビルズ                                               | 31                                                   |                                                | 1月18日 アローヘッド・スタジアム | 1月18日 アローヘッド・スタジアム | 1月18日 アローヘッド・スタジアム |                                |          |    | 1月26日 アローヘッド・スタジアム | 1月26日 アローヘッド・スタジアム | 1月26日 アローヘッド・スタジアム |  |  | 2月9日 シーザーズ・スーパードーム | 2月9日 シーザーズ・スーパードーム | 2月9日 シーザーズ・スーパードーム |
|  | 2025年1月11日 NRGスタジアム                          | 2025年1月11日 NRGスタジアム                          | 2025年1月11日 NRGスタジアム                          | 2                                              | 1月18日 アローヘッド・スタジアム | 1月18日 アローヘッド・スタジアム | 1月18日 アローヘッド・スタジアム | ビルズ                         | 29       |    |                                  |                                  |                                  |  |  | 2月9日 シーザーズ・スーパードーム | 2月9日 シーザーズ・スーパードーム | 2月9日 シーザーズ・スーパードーム |
|  | 2025年1月11日 NRGスタジアム                          | 2025年1月11日 NRGスタジアム                          | 2025年1月11日 NRGスタジアム                          | 2                                              | 1月18日 アローヘッド・スタジアム | 1月18日 アローヘッド・スタジアム | 1月18日 アローヘッド・スタジアム | ビルズ                         | 29       |    |                                  |                                  |                                  |  |  | 2月9日 シーザーズ・スーパードーム | 2月9日 シーザーズ・スーパードーム | 2月9日 シーザーズ・スーパードーム |
|  | 2025年1月11日 NRGスタジアム                          | 2025年1月11日 NRGスタジアム                          | 2025年1月11日 NRGスタジアム                          |                                                | 1月18日 アローヘッド・スタジアム | 1月18日 アローヘッド・スタジアム | 1月18日 アローヘッド・スタジアム | 1                              | チーフス | 32 |                                  |                                  |                                  |  |  | 2月9日 シーザーズ・スーパードーム | 2月9日 シーザーズ・スーパードーム | 2月9日 シーザーズ・スーパードーム |
|  | 2025年1月11日 NRGスタジアム                          | 2025年1月11日 NRGスタジアム                          | 2025年1月11日 NRGスタジアム                          |                                                | 1月18日 アローヘッド・スタジアム | 1月18日 アローヘッド・スタジアム | 1月18日 アローヘッド・スタジアム | 1                              | チーフス | 32 |                                  |                                  |                                  |  |  | 2月9日 シーザーズ・スーパードーム | 2月9日 シーザーズ・スーパードーム | 2月9日 シーザーズ・スーパードーム |
|  | 2025年1月11日 NRGスタジアム                          | 2025年1月11日 NRGスタジアム                          | 2025年1月11日 NRGスタジアム                          | AFCチャンピオンシップ                          | 1月18日 アローヘッド・スタジアム | 1月18日 アローヘッド・スタジアム | 1月18日 アローヘッド・スタジアム |                                |          |    |                                  |                                  |                                  |  |  | 2月9日 シーザーズ・スーパードーム | 2月9日 シーザーズ・スーパードーム | 2月9日 シーザーズ・スーパードーム |
|  | 2025年1月11日 NRGスタジアム                          | 2025年1月11日 NRGスタジアム                          | 2025年1月11日 NRGスタジアム                          |                                                | 1月18日 アローヘッド・スタジアム | 1月18日 アローヘッド・スタジアム | 1月18日 アローヘッド・スタジアム |                                |          |    |                                  |                                  |                                  |  |  | 2月9日 シーザーズ・スーパードーム | 2月9日 シーザーズ・スーパードーム | 2月9日 シーザーズ・スーパードーム |
|  | 2025年1月11日 NRGスタジアム                          | 2025年1月11日 NRGスタジアム                          | 2025年1月11日 NRGスタジアム                          | 1月26日 リンカーン・フィナンシャル・フィールド | 1月18日 アローヘッド・スタジアム | 1月18日 アローヘッド・スタジアム | 1月18日 アローヘッド・スタジアム |                                |          |    |                                  |                                  |                                  |  |  | 2月9日 シーザーズ・スーパードーム | 2月9日 シーザーズ・スーパードーム | 2月9日 シーザーズ・スーパードーム |
|  | 5                                                    | チャージャーズ                                       | 12                                                   |                                                | 1月18日 アローヘッド・スタジアム | 1月18日 アローヘッド・スタジアム | 1月18日 アローヘッド・スタジアム |                                |          |    |                                  |                                  |                                  |  |  | 2月9日 シーザーズ・スーパードーム | 2月9日 シーザーズ・スーパードーム | 2月9日 シーザーズ・スーパードーム |
|  | 5                                                    | チャージャーズ                                       | 12                                                   | 4                                              | テキサンズ                       | 14                               |                                  |                                |          |    |                                  |                                  |                                  |  |  | 2月9日 シーザーズ・スーパードーム | 2月9日 シーザーズ・スーパードーム | 2月9日 シーザーズ・スーパードーム |
|  | 4                                                    | テキサンズ                                           | 32                                                   | 4                                              | テキサンズ                       | 14                               |                                  |                                |          |    |                                  |                                  |                                  |  |  | 2月9日 シーザーズ・スーパードーム | 2月9日 シーザーズ・スーパードーム | 2月9日 シーザーズ・スーパードーム |
|  | 4                                                    | テキサンズ                                           | 32                                                   | 1                                              | チーフス                         | 23                               |                                  |                                |          |    |                                  |                                  |                                  |  |  | 2月9日 シーザーズ・スーパードーム | 2月9日 シーザーズ・スーパードーム | 2月9日 シーザーズ・スーパードーム |
|  | 2025年1月12日 レイモンド・ジェームス・スタジアム     |                                                      |                                                      | 1                                              | チーフス                         | 23                               |                                  |                                |          |    |                                  |                                  |                                  |  |  | 2月9日 シーザーズ・スーパードーム | 2月9日 シーザーズ・スーパードーム | 2月9日 シーザーズ・スーパードーム |
|  | 1月18日 フォード・フィールド                         |                                                      |                                                      |                                                |                                  |                                  |                                  |                                |          |    |                                  |                                  |                                  |  |  | 2月9日 シーザーズ・スーパードーム | 2月9日 シーザーズ・スーパードーム | 2月9日 シーザーズ・スーパードーム |
|  |                                                      |                                                      |                                                      |                                                |                                  |                                  |                                  |                                |          |    |                                  |                                  |                                  |  |  | 2月9日 シーザーズ・スーパードーム | 2月9日 シーザーズ・スーパードーム | 2月9日 シーザーズ・スーパードーム |
|  |                                                      |                                                      |                                                      |                                                |                                  |                                  |                                  |                                |          |    |                                  |                                  |                                  |  |  | 2月9日 シーザーズ・スーパードーム | 2月9日 シーザーズ・スーパードーム | 2月9日 シーザーズ・スーパードーム |
|  |                                                      |                                                      |                                                      |                                                |                                  |                                  |                                  |                                |          |    |                                  |                                  |                                  |  |  | 2月9日 シーザーズ・スーパードーム | 2月9日 シーザーズ・スーパードーム | 2月9日 シーザーズ・スーパードーム |
|  | A1                                                   | チーフス                                             | 22                                                   |                                                |                                  |                                  |                                  |                                |          |    |                                  |                                  |                                  |  |  |                                   |                                   |                                   |
|  | A1                                                   | チーフス                                             | 22                                                   |                                                |                                  |                                  |                                  |                                |          |    |                                  |                                  |                                  |  |  |                                   |                                   |                                   |
|  |                                                      | N2                                                   | イーグルス                                           | 40                                             |                                  |                                  |                                  |                                |          |    |                                  |                                  |                                  |  |  |                                   |                                   |                                   |
|  |                                                      | N2                                                   | イーグルス                                           | 40                                             |                                  |                                  |                                  |                                |          |    |                                  |                                  |                                  |  |  |                                   |                                   |                                   |
|  | 第59回スーパーボウル                                 |                                                      |                                                      |                                                |                                  |                                  |                                  |                                |          |    |                                  |                                  |                                  |  |  |                                   |                                   |                                   |
|  |                                                      |                                                      |                                                      |                                                |                                  |                                  |                                  |                                |          |    |                                  |                                  |                                  |  |  |                                   |                                   |                                   |
|  |                                                      |                                                      |                                                      |                                                |                                  |                                  |                                  |                                |          |    |                                  |                                  |                                  |  |  |                                   |                                   |                                   |
|  | 6                                                    | コマンダース                                         | 23                                                   |                                                |                                  |                                  |                                  |                                |          |    |                                  |                                  |                                  |  |  |                                   |                                   |                                   |
|  | 6                                                    | コマンダース                                         | 23                                                   | 6                                              | コマンダース                     | 45                               |                                  |                                |          |    |                                  |                                  |                                  |  |  |                                   |                                   |                                   |
|  | 3                                                    | バッカニアーズ                                       | 20                                                   | 6                                              | コマンダース                     | 45                               |                                  |                                |          |    |                                  |                                  |                                  |  |  |                                   |                                   |                                   |
|  | 3                                                    | バッカニアーズ                                       | 20                                                   | 1                                              | ライオンズ                       | 31                               |                                  |                                |          |    |                                  |                                  |                                  |  |  |                                   |                                   |                                   |
|  | 2025年1月13日 ステートファーム・スタジアム           |                                                      |                                                      | 1                                              | ライオンズ                       | 31                               |                                  |                                |          |    |                                  |                                  |                                  |  |  |                                   |                                   |                                   |
|  | NFC                                                  |                                                      |                                                      |                                                |                                  |                                  |                                  |                                |          |    |                                  |                                  |                                  |  |  |                                   |                                   |                                   |
|  |                                                      |                                                      |                                                      |                                                |                                  |                                  |                                  |                                |          |    |                                  |                                  |                                  |  |  |                                   |                                   |                                   |
|  | 1月19日 リンカーン・フィナンシャル・フィールド       |                                                      |                                                      |                                                |                                  |                                  |                                  |                                |          |    |                                  |                                  |                                  |  |  |                                   |                                   |                                   |
|  |                                                      |                                                      |                                                      |                                                |                                  |                                  |                                  |                                |          |    |                                  |                                  |                                  |  |  |                                   |                                   |                                   |
|  | 6                                                    | コマンダース                                         | 23                                                   |                                                |                                  |                                  |                                  |                                |          |    |                                  |                                  |                                  |  |  |                                   |                                   |                                   |
|  | 6                                                    | コマンダース                                         | 23                                                   |                                                |                                  |                                  |                                  |                                |          |    |                                  |                                  |                                  |  |  |                                   |                                   |                                   |
|  |                                                      | 2                                                    | イーグルス                                           | 55                                             |                                  |                                  |                                  |                                |          |    |                                  |                                  |                                  |  |  |                                   |                                   |                                   |
|  |                                                      | 2                                                    | イーグルス                                           | 55                                             |                                  |                                  |                                  |                                |          |    |                                  |                                  |                                  |  |  |                                   |                                   |                                   |
|  | 5                                                    | バイキングス                                         | 9                                                    | NFCチャンピオンシップ                          | NFCチャンピオンシップ            | NFCチャンピオンシップ            |                                  |                                |          |    |                                  |                                  |                                  |  |  |                                   |                                   |                                   |
|  | 5                                                    | バイキングス                                         | 9                                                    | NFCチャンピオンシップ                          | NFCチャンピオンシップ            | NFCチャンピオンシップ            |                                  |                                |          |    |                                  |                                  |                                  |  |  |                                   |                                   |                                   |
|  | 4                                                    | ラムズ                                               | 27                                                   |                                                |                                  |                                  |                                  |                                |          |    |                                  |                                  |                                  |  |  |                                   |                                   |                                   |
|  | 4                                                    | ラムズ                                               | 27                                                   |                                                |                                  |                                  |                                  |                                |          |    |                                  |                                  |                                  |  |  |                                   |                                   |                                   |
|  | 2025年1月12日 リンカーン・フィナンシャル・フィールド | 2025年1月12日 リンカーン・フィナンシャル・フィールド | 2025年1月12日 リンカーン・フィナンシャル・フィールド | 4                                              | ラムズ                           | 22                               |                                  |                                |          |    |                                  |                                  |                                  |  |  |                                   |                                   |                                   |
|  | 2025年1月12日 リンカーン・フィナンシャル・フィールド | 2025年1月12日 リンカーン・フィナンシャル・フィールド | 2025年1月12日 リンカーン・フィナンシャル・フィールド | 4                                              | ラムズ                           | 22                               |                                  |                                |          |    |                                  |                                  |                                  |  |  |                                   |                                   |                                   |
|  | 2025年1月12日 リンカーン・フィナンシャル・フィールド | 2025年1月12日 リンカーン・フィナンシャル・フィールド | 2025年1月12日 リンカーン・フィナンシャル・フィールド |                                                | 2                                | イーグルス                       | 28                               |                                |          |    |                                  |                                  |                                  |  |  |                                   |                                   |                                   |
|  | 2025年1月12日 リンカーン・フィナンシャル・フィールド | 2025年1月12日 リンカーン・フィナンシャル・フィールド | 2025年1月12日 リンカーン・フィナンシャル・フィールド |                                                | 2                                | イーグルス                       | 28                               |                                |          |    |                                  |                                  |                                  |  |  |                                   |                                   |                                   |
|  | 7                                                    | パッカーズ                                           | 10                                                   |                                                |                                  |                                  |                                  |                                |          |    |                                  |                                  |                                  |  |  |                                   |                                   |                                   |
|  | 7                                                    | パッカーズ                                           | 10                                                   |                                                |                                  |                                  |                                  |                                |          |    |                                  |                                  |                                  |  |  |                                   |                                   |                                   |
|  | 2                                                    | イーグルス                                           | 22                                                   |                                                |                                  |                                  |                                  |                                |          |    |                                  |                                  |                                  |  |  |                                   |                                   |                                   |
|  | 2                                                    | イーグルス                                           | 22                                                   |                                                |                                  |                                  |                                  |                                |          |    |                                  |                                  |                                  |  |  |                                   |                                   |                                   |

## 成績

### NFC東地区（4地区制、2002年-現在）
- DAL:ダラス・カウボーイズ、NYG:ニューヨーク・ジャイアンツ、WAS:ワシントン・レッドスキンズ→ワシントン・フットボールチーム→ワシントン・コマンダース、PHI:フィラデルフィア・イーグルス
- 数字：シード順
- v：スーパーボウル優勝
- s：スーパーボウル敗退
- c：カンファレンス決勝敗退
- d：ディビジョナルプレーオフ敗退
- w：ワイルドカードプレーオフ敗退
- 年表示の背景色が変わっている年はチームがスーパーボウルを制覇した年

| 年度 | 地区優勝 | 地区優勝 | 地区優勝 | 地区優勝 | 2位     | 2位 | 2位 | 2位 | 3位     | 3位 | 3位 | 3位 | 4位    | 4位 | 4位 | 4位 |
| 年度 | チーム   | 勝       | 負       | 分       | チーム  | 勝  | 負  | 分  | チーム  | 勝  | 負  | 分  | チーム | 勝  | 負  | 分  |
| ---- | -------- | -------- | -------- | -------- | ------- | --- | --- | --- | ------- | --- | --- | --- | ------ | --- | --- | --- |
| 2024 | PHI(2v)  | 14       | 3        | 0        | WAS(6c) | 12  | 5   | 0   | DAL     | 7   | 10  | 0   | NYG    | 3   | 14  | 0   |
| 2023 | DAL(2w)  | 12       | 5        | 0        | PHI(5w) | 11  | 6   | 0   | NYG     | 6   | 11  | 0   | WAS    | 4   | 13  | 0   |
| 2022 | PHI(1s)  | 14       | 3        | 0        | DAL(5d) | 12  | 5   | 0   | NYG(6d) | 9   | 7   | 1   | WAS    | 8   | 8   | 1   |
| 2021 | DAL(3w)  | 12       | 5        | 0        | PHI(7w) | 9   | 8   | 0   | WAS     | 7   | 10  | 0   | NYG    | 4   | 13  | 0   |
| 2020 | WAS(4w)  | 7        | 9        | 0        | NYG     | 6   | 10  | 0   | DAL     | 6   | 10  | 0   | PHI    | 4   | 11  | 1   |
| 2019 | PHI(4w)  | 9        | 7        | 0        | DAL     | 8   | 8   | 0   | NYG     | 4   | 12  | 0   | WAS    | 3   | 13  | 0   |
| 2018 | DAL(4d)  | 10       | 6        | 0        | PHI(6d) | 9   | 7   | 0   | WAS     | 7   | 9   | 0   | NYG    | 5   | 11  | 0   |
| 2017 | PHI(1v)  | 13       | 3        | 0        | DAL     | 9   | 7   | 0   | WAS     | 7   | 9   | 0   | NYG    | 3   | 13  | 0   |
| 2016 | DAL(1d)  | 13       | 3        | 0        | NYG(5w) | 11  | 5   | 0   | WAS     | 8   | 8   | 0   | PHI    | 7   | 9   | 0   |
| 2015 | WAS(4w)  | 9        | 7        | 0        | PHI     | 7   | 9   | 0   | NYG     | 6   | 10  | 0   | DAL    | 4   | 12  | 0   |
| 2014 | DAL(3d)  | 12       | 4        | 0        | PHI     | 10  | 6   | 0   | NYG     | 6   | 10  | 0   | WAS    | 4   | 12  | 0   |
| 2013 | PHI(3w)  | 10       | 6        | 0        | DAL     | 8   | 8   | 0   | NYG     | 7   | 9   | 0   | WAS    | 3   | 13  | 0   |
| 2012 | WAS(4w)  | 10       | 6        | 0        | NYG     | 9   | 7   | 0   | DAL     | 8   | 8   | 0   | PHI    | 4   | 12  | 0   |
| 2011 | NYG(4v)  | 9        | 7        | 0        | PHI     | 8   | 8   | 0   | DAL     | 8   | 8   | 0   | WAS    | 5   | 11  | 0   |
| 2010 | PHI(3w)  | 10       | 6        | 0        | NYG     | 10  | 6   | 0   | DAL     | 6   | 10  | 0   | WAS    | 6   | 10  | 0   |
| 2009 | DAL(3d)  | 11       | 5        | 0        | PHI(6w) | 11  | 5   | 0   | NYG     | 8   | 8   | 0   | WAS    | 4   | 12  | 0   |
| 2008 | NYG(1d)  | 12       | 4        | 0        | PHI(6c) | 9   | 6   | 1   | DAL     | 9   | 7   | 0   | WAS    | 8   | 8   | 0   |
| 2007 | DAL(1d)  | 13       | 3        | 0        | NYG(5v) | 10  | 6   | 0   | WAS(6w) | 9   | 7   | 0   | PHI    | 8   | 8   | 0   |
| 2006 | PHI(3d)  | 10       | 6        | 0        | DAL(5w) | 9   | 7   | 0   | NYG(6w) | 8   | 8   | 0   | WAS    | 5   | 11  | 0   |
| 2005 | NYG(4w)  | 11       | 5        | 0        | WAS(6d) | 10  | 6   | 0   | DAL     | 9   | 7   | 0   | PHI    | 6   | 10  | 0   |
| 2004 | PHI(1s)  | 13       | 3        | 0        | NYG     | 6   | 10  | 0   | DAL     | 6   | 10  | 0   | WAS    | 6   | 10  | 0   |
| 2003 | PHI(1c)  | 12       | 4        | 0        | DAL(6w) | 10  | 6   | 0   | WAS     | 5   | 11  | 0   | NYG    | 4   | 12  | 0   |
| 2002 | PHI(1c)  | 12       | 4        | 0        | NYG(5w) | 10  | 6   | 0   | WAS     | 7   | 9   | 0   | DAL    | 5   | 11  | 0   |

### NFC東地区（3地区制、1970年-2001年）
- DAL：ダラス・カウボーイズ、NYG：ニューヨーク・ジャイアンツ、WAS：ワシントン・レッドスキンズ、PHI：フィラデルフィア・イーグルス、StL→PHO→ARI：セントルイス・カージナルス→フェニックス・カージナルス→アリゾナ・カージナルス
- 1982年シーズンはストライキの影響により、地区別成績ではなくカンファレンス上位8チームがプレイオフ進出するルールであったが、ここでは地区別に変換して表記する。
- 括弧内の数字はプレイオフ出場時のシード順（シード制導入前は表記なし）、文字はv：スーパーボウル優勝、s：スーパーボウル敗退・カンファレンス優勝、c：カンファレンス決勝敗退、d：ディビジョナルプレーオフ敗退、w：ワイルドカードプレイオフ敗退。1982年についてはd：2回戦敗退、w：1回戦敗退。

| 年度 | 地区優勝 | 地区優勝 | 地区優勝 | 地区優勝 | 2位     | 2位 | 2位 | 2位 | 3位     | 3位 | 3位 | 3位 | 4位    | 4位 | 4位 | 4位 | 5位    | 5位 | 5位 | 5位 |
| 年度 | チーム   | 勝       | 負       | 分       | チーム  | 勝  | 負  | 分  | チーム  | 勝  | 負  | 分  | チーム | 勝  | 負  | 分  | チーム | 勝  | 負  | 分  |
| ---- | -------- | -------- | -------- | -------- | ------- | --- | --- | --- | ------- | --- | --- | --- | ------ | --- | --- | --- | ------ | --- | --- | --- |
| 2001 | PHI(3c)  | 11       | 5        | 0        | WAS     | 8   | 8   | 0   | NYG     | 7   | 9   | 0   | ARI    | 7   | 9   | 0   | DAL    | 5   | 11  | 0   |
| 2000 | NYG(1s)  | 12       | 4        | 0        | PHI(4d) | 11  | 5   | 0   | WAS     | 8   | 8   | 0   | DAL    | 5   | 11  | 0   | ARI    | 3   | 13  | 0   |
| 1999 | WAS(3d)  | 10       | 6        | 0        | DAL(5w) | 8   | 8   | 0   | NYG     | 7   | 9   | 0   | ARI    | 6   | 10  | 0   | PHI    | 5   | 11  | 0   |
| 1998 | DAL(3w)  | 10       | 6        | 0        | ARI(6d) | 9   | 7   | 0   | NYG     | 8   | 8   | 0   | WAS    | 6   | 10  | 0   | PHI    | 3   | 13  | 0   |
| 1997 | NYG(3w)  | 10       | 5        | 1        | WAS     | 8   | 7   | 1   | PHI     | 6   | 9   | 1   | DAL    | 6   | 10  | 0   | ARI    | 4   | 12  | 0   |
| 1996 | DAL(3d)  | 10       | 6        | 0        | PHI(5w) | 10  | 6   | 0   | WAS     | 9   | 7   | 0   | ARI    | 7   | 9   | 0   | NYG    | 6   | 10  | 0   |
| 1995 | DAL(1v)  | 12       | 4        | 0        | PHI(4d) | 10  | 6   | 0   | WAS     | 6   | 10  | 0   | NYG    | 5   | 11  | 0   | ARI    | 4   | 12  | 0   |
| 1994 | DAL(2c)  | 12       | 4        | 0        | NYG     | 9   | 7   | 0   | ARI     | 8   | 8   | 0   | PHI    | 7   | 9   | 0   | WAS    | 3   | 13  | 0   |
| 1993 | DAL(1v)  | 12       | 4        | 0        | NYG(4d) | 11  | 5   | 0   | PHI     | 8   | 8   | 0   | PHO    | 7   | 9   | 0   | WAS    | 4   | 12  | 0   |
| 1992 | DAL(2v)  | 13       | 3        | 0        | PHI(5d) | 11  | 5   | 0   | WAS(6d) | 9   | 7   | 0   | NYG    | 6   | 10  | 0   | PHO    | 4   | 12  | 0   |
| 1991 | WAS(1v)  | 14       | 2        | 0        | DAL(5d) | 11  | 5   | 0   | PHI     | 10  | 6   | 0   | NYG    | 8   | 8   | 0   | PHO    | 4   | 12  | 0   |
| 1990 | NYG(2v)  | 13       | 3        | 0        | PHI(4w) | 10  | 6   | 0   | WAS(5d) | 10  | 6   | 0   | DAL    | 7   | 9   | 0   | PHO    | 5   | 11  | 0   |
| 1989 | NYG(2d)  | 12       | 4        | 0        | PHI(4w) | 11  | 5   | 0   | WAS     | 10  | 6   | 0   | PHO    | 5   | 11  | 0   | DAL    | 1   | 15  | 0   |
| 1988 | PHI(3d)  | 10       | 6        | 0        | NYG     | 10  | 6   | 0   | WAS     | 7   | 9   | 0   | PHO    | 7   | 9   | 0   | DAL    | 3   | 13  | 0   |
| 1987 | WAS(3v)  | 11       | 4        | 0        | DAL     | 7   | 8   | 0   | StL     | 7   | 8   | 0   | PHI    | 7   | 8   | 0   | NYG    | 6   | 9   | 0   |
| 1986 | NYG(1v)  | 14       | 2        | 0        | WAS(4c) | 12  | 4   | 0   | DAL     | 7   | 9   | 0   | PHI    | 5   | 10  | 1   | StL    | 4   | 11  | 1   |
| 1985 | DAL(3d)  | 10       | 6        | 0        | NYG(4d) | 10  | 6   | 0   | WAS     | 10  | 6   | 0   | PHI    | 7   | 9   | 0   | StL    | 5   | 11  | 0   |
| 1984 | WAS(2d)  | 11       | 5        | 0        | NYG(5d) | 9   | 7   | 0   | StL     | 9   | 7   | 0   | DAL    | 9   | 7   | 0   | PHI    | 6   | 9   | 1   |
| 1983 | WAS(1s)  | 14       | 2        | 0        | DAL(4w) | 12  | 4   | 0   | StL     | 8   | 7   | 1   | PHI    | 5   | 11  | 0   | NYG    | 3   | 12  | 1   |
| 1982 | WAS(1v)  | 8        | 1        | 0        | DAL(2c) | 6   | 3   | 0   | StL(6w) | 5   | 3   | 1   | NYG    | 4   | 5   | 0   | PHI    | 3   | 6   | 0   |
| 1981 | DAL(2c)  | 12       | 4        | 0        | PHI(4w) | 10  | 6   | 0   | NYG(5d) | 9   | 7   | 0   | WAS    | 8   | 8   | 0   | StL    | 7   | 9   | 0   |
| 1980 | PHI(2s)  | 12       | 4        | 0        | DAL(4c) | 12  | 4   | 0   | WAS     | 6   | 10  | 0   | StL    | 5   | 11  | 0   | NYG    | 4   | 12  | 0   |
| 1979 | DAL(1d)  | 11       | 5        | 0        | PHI(4d) | 11  | 5   | 0   | WAS     | 10  | 6   | 0   | NYG    | 6   | 10  | 0   | StL    | 5   | 11  | 0   |
| 1978 | DAL(2s)  | 12       | 4        | 0        | PHI(5w) | 9   | 7   | 0   | WAS     | 8   | 8   | 0   | StL    | 6   | 10  | 0   | NYG    | 6   | 10  | 0   |
| 1977 | DAL(1v)  | 12       | 2        | 0        | WAS     | 9   | 5   | 0   | StL     | 7   | 7   | 0   | PHI    | 5   | 9   | 0   | NYG    | 5   | 9   | 0   |
| 1976 | DAL(2d)  | 11       | 3        | 0        | WAS(4d) | 10  | 4   | 0   | StL     | 10  | 4   | 0   | PHI    | 4   | 10  | 0   | NYG    | 3   | 11  | 0   |
| 1975 | StL(3d)  | 11       | 3        | 0        | DAL(4s) | 10  | 4   | 0   | WAS     | 8   | 6   | 0   | NYG    | 5   | 9   | 0   | PHI    | 4   | 10  | 0   |
| 1974 | StL(d)   | 10       | 4        | 0        | WAS(d)  | 10  | 4   | 0   | DAL     | 8   | 6   | 0   | PHI    | 7   | 7   | 0   | NYG    | 2   | 12  | 0   |
| 1973 | DAL(c)   | 10       | 4        | 0        | WAS(d)  | 10  | 4   | 0   | PHI     | 5   | 8   | 1   | StL    | 4   | 9   | 1   | NYG    | 2   | 11  | 1   |
| 1972 | WAS(s)   | 11       | 3        | 0        | DAL(c)  | 10  | 4   | 0   | NYG     | 8   | 6   | 0   | PHI    | 4   | 9   | 1   | StL    | 2   | 11  | 1   |
| 1971 | DAL(v)   | 11       | 3        | 0        | WAS(d)  | 9   | 4   | 1   | PHI     | 6   | 7   | 1   | StL    | 4   | 9   | 1   | NYG    | 4   | 10  | 0   |
| 1970 | DAL(s)   | 10       | 4        | 0        | NYG     | 9   | 5   | 0   | StL     | 8   | 5   | 1   | WAS    | 6   | 8   | 0   | PHI    | 3   | 10  | 1   |

### NFL東カンファレンス・首都地区（1967年-1969年）
- DAL:ダラス・カウボーイズ、WAS:ワシントン・レッドスキンズ、PHI:フィラデルフィア・イーグルス、NY:ニューヨーク・ジャイアンツNO:ニューオーリンズ・セインツ
- 括弧内の文字はv：スーパーボウル（AFL-NFLワールドチャンピオンシップゲーム）優勝、s：スーパーボウル敗退・NFL優勝、n：NFL決勝敗退・カンファレンス優勝、c：カンファレンス決勝敗退
- プレイオフは地区優勝チームのみ出場

| 年   | 地区優勝 | 地区優勝 | 地区優勝 | 地区優勝 | 2位    | 2位 | 2位 | 2位 | 3位    | 3位 | 3位 | 3位 | 4位    | 4位 | 4位 | 4位 |
| 年   | チーム   | 勝       | 負       | 分       | チーム | 勝  | 負  | 分  | チーム | 勝  | 負  | 分  | チーム | 勝  | 負  | 分  |
| ---- | -------- | -------- | -------- | -------- | ------ | --- | --- | --- | ------ | --- | --- | --- | ------ | --- | --- | --- |
| 1969 | DAL(c)   | 11       | 2        | 1        | WAS    | 7   | 5   | 2   | NO     | 5   | 9   | 0   | PHI    | 4   | 9   | 1   |
| 1968 | DAL(c)   | 12       | 2        | 0        | NY     | 7   | 7   | 0   | WAS    | 5   | 9   | 0   | PHI    | 2   | 12  | 0   |
| 1967 | DAL(n)   | 9        | 5        | 0        | PHI    | 6   | 7   | 1   | WAS    | 5   | 6   | 3   | NO     | 3   | 11  | 0   |

### NFL東カンファレンス（1953年-1966年）
- CLE：クリーブランド・ブラウンズ、CHC→StL：シカゴ・カージナルス→セントルイス・カージナルス、PHI：フィラデルフィア・イーグルス、WAS：ワシントン・レッドスキンズ、PIT：ピッツバーグ・スティーラーズ、NY：ニューヨーク・ジャイアンツ、DAL：ダラス・カウボーイズ、ATL：アトランタ・ファルコンズ
- 括弧内の文字はv:NFL優勝、n：NFL決勝敗退・カンファレンス優勝

| 年                 | 優勝   | 優勝 | 優勝 | 優勝 | 2位    | 2位 | 2位 | 2位 | 3位    | 3位 | 3位 | 3位 | 4位    | 4位 | 4位 | 4位 | 5位    | 5位 | 5位 | 5位 | 6位    | 6位 | 6位 | 6位 | 7位    | 7位 | 7位 | 7位 | 8位    | 8位 | 8位 | 8位 |
| 年                 | チーム | 勝   | 負   | 分   | チーム | 勝  | 負  | 分  | チーム | 勝  | 負  | 分  | チーム | 勝  | 負  | 分  | チーム | 勝  | 負  | 分  | チーム | 勝  | 負  | 分  | チーム | 勝  | 負  | 分  | チーム | 勝  | 負  | 分  |
| ------------------ | ------ | ---- | ---- | ---- | ------ | --- | --- | --- | ------ | --- | --- | --- | ------ | --- | --- | --- | ------ | --- | --- | --- | ------ | --- | --- | --- | ------ | --- | --- | --- | ------ | --- | --- | --- |
| 1966               | DAL(n) | 10   | 3    | 1    | CLE    | 9   | 5   | 0   | PHI    | 9   | 5   | 0   | StL    | 8   | 5   | 1   | WAS    | 7   | 7   | 0   | PIT    | 5   | 8   | 1   | ATL    | 3   | 11  | 0   | NY     | 1   | 12  | 1   |
| スーパーボウル開始 |        |      |      |      |        |     |     |     |        |     |     |     |        |     |     |     |        |     |     |     |        |     |     |     |        |     |     |     |        |     |     |     |
| 1965               | CLE(n) | 11   | 3    | 0    | DAL    | 7   | 7   | 0   | NY     | 7   | 7   | 0   | WAS    | 6   | 8   | 0   | PHI    | 5   | 9   | 0   | StL    | 5   | 9   | 0   | PIT    | 2   | 12  | 0   |        |     |     |     |
| 1964               | CLE(v) | 11   | 3    | 0    | StL    | 9   | 3   | 2   | PHI    | 6   | 8   | 0   | WAS    | 6   | 8   | 0   | DAL    | 5   | 8   | 1   | PIT    | 5   | 9   | 0   | NY     | 2   | 10  | 2   |        |     |     |     |
| 1963               | NY(n)  | 11   | 3    | 0    | CLE    | 10  | 4   | 0   | StL    | 9   | 5   | 0   | PIT    | 7   | 4   | 3   | DAL    | 4   | 10  | 0   | WAS    | 3   | 11  | 0   | PHI    | 2   | 10  | 2   |        |     |     |     |
| 1962               | NY(n)  | 12   | 2    | 0    | PIT    | 9   | 5   | 0   | CLE    | 7   | 6   | 1   | WAS    | 5   | 7   | 2   | DAL    | 5   | 8   | 1   | StL    | 4   | 9   | 1   | PHI    | 3   | 10  | 1   |        |     |     |     |
| 1961               | NY(n)  | 10   | 3    | 1    | PHI    | 10  | 4   | 0   | CLE    | 8   | 5   | 1   | StL    | 7   | 7   | 0   | PIT    | 6   | 8   | 0   | DAL    | 4   | 9   | 1   | WAS    | 1   | 12  | 1   |        |     |     |     |
| 1960               | PHI(v) | 10   | 2    | 0    | CLE    | 8   | 3   | 1   | NY     | 6   | 4   | 2   | StL    | 6   | 5   | 1   | PIT    | 5   | 6   | 1   | WAS    | 1   | 9   | 2   |        |     |     |     |        |     |     |     |
| 1959               | NY(n)  | 10   | 2    | 0    | CLE    | 7   | 5   | 0   | PHI    | 7   | 5   | 0   | PIT    | 5   | 6   | 1   | WAS    | 1   | 9   | 2   | CHC    | 2   | 10  | 0   |        |     |     |     |        |     |     |     |
| 1958               | NY(n)  | 9    | 3    | 0    | CLE    | 9   | 3   | 0   | PIT    | 7   | 4   | 1   | WAS    | 4   | 7   | 1   | CHC    | 2   | 9   | 1   | PHI    | 2   | 9   | 1   |        |     |     |     |        |     |     |     |
| 1957               | CLE(n) | 9    | 2    | 1    | NY     | 7   | 5   | 0   | PIT    | 6   | 6   | 0   | WAS    | 5   | 6   | 1   | PHI    | 4   | 8   | 0   | CHC    | 3   | 9   | 0   |        |     |     |     |        |     |     |     |
| 1956               | NY(v)  | 8    | 3    | 1    | CHC    | 7   | 5   | 0   | WAS    | 6   | 6   | 0   | CLE    | 5   | 7   | 0   | PIT    | 5   | 7   | 0   | PHI    | 3   | 8   | 1   |        |     |     |     |        |     |     |     |
| 1955               | CLE(v) | 9    | 2    | 1    | WAS    | 8   | 4   | 0   | NY     | 6   | 5   | 1   | CHC    | 4   | 7   | 1   | PHI    | 4   | 7   | 1   | PIT    | 4   | 8   | 0   |        |     |     |     |        |     |     |     |
| 1954               | CLE(v) | 9    | 3    | 0    | PHI    | 7   | 4   | 1   | NY     | 7   | 5   | 0   | PIT    | 5   | 7   | 0   | WAS    | 3   | 9   | 0   | CHC    | 2   | 10  | 0   |        |     |     |     |        |     |     |     |
| 1953               | CLE(n) | 11   | 1    | 0    | PHI    | 7   | 4   | 1   | WAS    | 6   | 5   | 1   | PIT    | 6   | 6   | 0   | NY     | 3   | 9   | 0   | CHC    | 1   | 10  | 1   |        |     |     |     |        |     |     |     |

### NFLアメリカン・カンファレンス（1950年-1952年）
- CLE：クリーブランド・ブラウンズ、CHC：シカゴ・カージナルス、PHI：フィラデルフィア・イーグルス、BOS→WAS：ワシントン・レッドスキンズ、PIT：ピッツバーグ・スティーラーズ、NYG→NY：ニューヨーク・ジャイアンツ
- 括弧内の文字はv:NFL優勝、n：NFL決勝敗退・カンファレンス優勝

| 年   | 優勝   | 優勝 | 優勝 | 優勝 | 2位    | 2位 | 2位 | 2位 | 3位    | 3位 | 3位 | 3位 | 4位    | 4位 | 4位 | 4位 | 5位    | 5位 | 5位 | 5位 | 6位    | 6位 | 6位 | 6位 |
| 年   | チーム | 勝   | 負   | 分   | チーム | 勝  | 負  | 分  | チーム | 勝  | 負  | 分  | チーム | 勝  | 負  | 分  | チーム | 勝  | 負  | 分  | チーム | 勝  | 負  | 分  |
| ---- | ------ | ---- | ---- | ---- | ------ | --- | --- | --- | ------ | --- | --- | --- | ------ | --- | --- | --- | ------ | --- | --- | --- | ------ | --- | --- | --- |
| 1952 | CLE(n) | 8    | 4    | 0    | NY     | 7   | 5   | 0   | PHI    | 7   | 5   | 0   | PIT    | 5   | 7   | 0   | CHC    | 4   | 8   | 0   | WAS    | 4   | 8   | 0   |
| 1951 | CLE(n) | 11   | 1    | 0    | NYG    | 9   | 2   | 1   | WAS    | 5   | 7   | 0   | PIT    | 4   | 7   | 1   | PHI    | 4   | 8   | 0   | CHC    | 3   | 9   | 0   |
| 1950 | CLE(v) | 10   | 2    | x    | NYG    | 10  | 2   | x   | PHI    | 6   | 6   | x   | PIT    | 6   | 6   | x   | CHC    | 5   | 7   | x   | WAS    | 3   | 9   | x   |

### NFL東地区（1933年-1949年）
- NY→NYG：ニューヨーク・ジャイアンツ、PIT：ピッツバーグ・パイレーツ→ピッツバーグ・スティーラーズ、BOS→WAS：ボストン・レッドスキンズ→ワシントン・レッドスキンズ、PHI：フィラデルフィア・イーグルス、BOS→NYB：ボストン・ヤンクス→ニューヨーク・ブルドッグス、BK：ブルックリン・ドジャース→ブルックリン・タイガース、Phil-Pitt：フィラデルフィア・イーグルスとピッツバーグ・スティーラーズの合同チーム
- 1943年は太平洋戦争の影響により、スティーラーズとイーグルスが合同チームで東地区に参加した。
- 括弧内の文字はv:NFL優勝、n：NFL決勝敗退・地区優勝

| 年   | 優勝   | 優勝 | 優勝 | 優勝 | 2位    | 2位 | 2位 | 2位 | 3位       | 3位 | 3位 | 3位 | 4位    | 4位 | 4位 | 4位 | 5位    | 5位 | 5位 | 5位 |
| 年   | チーム | 勝   | 負   | 分   | チーム | 勝  | 負  | 分  | チーム    | 勝  | 負  | 分  | チーム | 勝  | 負  | 分  | チーム | 勝  | 負  | 分  |
| ---- | ------ | ---- | ---- | ---- | ------ | --- | --- | --- | --------- | --- | --- | --- | ------ | --- | --- | --- | ------ | --- | --- | --- |
| 1949 | PHI(v) | 11   | 1    | 0    | PIT    | 6   | 5   | 1   | NYG       | 6   | 6   | 0   | WAS    | 4   | 7   | 1   | NYB    | 1   | 10  | 1   |
| 1948 | PHI(v) | 9    | 2    | 1    | WAS    | 7   | 5   | 0   | NY        | 4   | 8   | 0   | PIT    | 4   | 8   | 0   | BOS    | 3   | 9   | 0   |
| 1947 | PHI(n) | 8    | 4    | 0    | PIT    | 8   | 4   | 0   | BOS       | 4   | 7   | 1   | WAS    | 4   | 8   | 0   | NY     | 2   | 8   | 2   |
| 1946 | NY(n)  | 7    | 3    | 1    | PHI    | 6   | 5   | 0   | WAS       | 5   | 5   | 1   | PIT    | 5   | 5   | 1   | BOS    | 2   | 8   | 1   |
| 1945 | WAS(n) | 8    | 2    | 0    | PHI    | 7   | 3   | 0   | NY        | 3   | 6   | 1   | BOS    | 3   | 6   | 1   | PIT    | 2   | 8   | 0   |
| 1944 | WAS(n) | 6    | 3    | 1    | NY     | 6   | 3   | 1   | PHI       | 7   | 3   | 0   | BOS    | 2   | 8   | 1   | BK     | 0   | 10  | 0   |
| 1943 | WAS(n) | 6    | 3    | 1    | NY     | 6   | 3   | 1   | Phil-Pitt | 5   | 4   | 1   | BK     | 2   | 8   | 0   |        |     |     |     |
| 1942 | WAS(v) | 10   | 1    | 0    | PIT    | 7   | 4   | 0   | NY        | 5   | 5   | 1   | BK     | 3   | 8   | 0   | PHI    | 2   | 9   | 0   |
| 1941 | NY(n)  | 8    | 3    | 0    | BK     | 7   | 4   | 0   | WAS       | 6   | 5   | 0   | PHI    | 2   | 8   | 1   | PIT    | 1   | 9   | 1   |
| 1940 | WAS(n) | 9    | 2    | 0    | NY     | 8   | 3   | 0   | BK        | 6   | 4   | 1   | PIT    | 2   | 7   | 2   | PHI    | 1   | 10  | 0   |
| 1939 | NY(n)  | 9    | 1    | 1    | WAS    | 8   | 2   | 1   | BK        | 4   | 6   | 1   | PHI    | 1   | 9   | 1   | PIT    | 1   | 9   | 1   |
| 1938 | NY(v)  | 8    | 2    | 1    | WAS    | 6   | 3   | 2   | BK        | 4   | 4   | 3   | PHI    | 5   | 6   | 0   | PIT    | 2   | 9   | 0   |
| 1937 | WAS(v) | 8    | 3    | 0    | NY     | 6   | 3   | 2   | PIT       | 4   | 7   | 0   | BK     | 3   | 7   | 1   | PHI    | 2   | 8   | 1   |
| 1936 | BOS(n) | 7    | 5    | 0    | PIT    | 6   | 6   | 0   | NY        | 5   | 6   | 1   | BK     | 3   | 8   | 1   | PHI    | 1   | 11  | 0   |
| 1935 | NY(n)  | 9    | 3    | 0    | BK     | 5   | 6   | 1   | PIT       | 4   | 8   | 0   | BOS    | 2   | 8   | 1   | PHI    | 2   | 9   | 0   |
| 1934 | NY(v)  | 8    | 5    | 0    | BOS    | 6   | 6   | 0   | BK        | 4   | 7   | 0   | PHI    | 4   | 7   | 0   | PIT    | 2   | 10  | 0   |
| 1933 | NY(n)  | 11   | 3    | 0    | BK     | 5   | 4   | 1   | BOS       | 5   | 5   | 2   | PHI    | 3   | 5   | 1   | PIT    | 3   | 6   | 2   |

### NFL（1932年）
- 1932年以前はチームの入れ替わりが激しかったため、現存チームのみを表記する。
- NY・NYG：ニューヨーク・ジャイアンツ、GB：グリーンベイ・パッカーズ、BOS：ボストン・ブレーブス（現レッドスキンズ）、POR：ポーツマス・スパルタンズ（現ライオンズ）、CHB：シカゴ・ベアーズ、CHC：シカゴ・カージナルス

| 年   | チ ｜ ム 数 | 順 位 | チーム | 勝 | 負 | 分 | 順 位 | チーム | 勝 | 負 | 分 | 順 位 | チーム | 勝 | 負 | 分 | 順 位 | チーム | 勝 | 負 | 分 | 順 位 | チーム | 勝 | 負 | 分 | 順 位 | チーム | 勝 | 負 | 分 |
| ---- | ----------- | ----- | ------ | -- | -- | -- | ----- | ------ | -- | -- | -- | ----- | ------ | -- | -- | -- | ----- | ------ | -- | -- | -- | ----- | ------ | -- | -- | -- | ----- | ------ | -- | -- | -- |
| 1932 | 8           | 1     | CHB    | 7  | 1  | 6  | 2     | GB     | 10 | 3  | 1  | 3     | POR    | 6  | 2  | 4  | 4     | BOS    | 4  | 4  | 2  | 5     | NY     | 4  | 6  | 2  | 7     | CHC    | 2  | 6  | 2  |

## 主な選手

### 永久欠番
| ワシントン・コマンダース 永久欠番一覧 |                        |                 |            |           |
| 背番号                                | 選手                   | 選手            | ポジション | 在籍期間  |
| 9                                     | ソニー・ジャーゲンセン | Sonny Jurgensen | QB         | 1964–1974 |
| 21                                    | ショーン・テイラー     | Sean Taylor     | FS         | 2004-2007 |
| 33                                    | サミー・ボウ           | Sammy Baugh     | QB, S, P   | 1937–1952 |
| 49                                    | ボビー・ミッチェル     | Bobby Mitchell  | RB, WR     | 1962–1968 |

準永久欠番
- 7 ジョー・サイズマン (Joe Theismann)、QB、1974-1985
- 28 ダレル・グリーン (Darrell Green)、CB、1983-2002
- 42 チャーリー・テイラー (Charley Taylor)、WR、1964-1977
- 43 ラリー・ブラウン (Larry Brown)、RB、1969-1976
- 44 ジョン・リギンズ (John Riggins)、RB、1976-1979, 1981-1985
- 65 デイブ・バッツ (Dave Butz)、DT、1975-1988
- 70 サム・ハフ (Sam Huff)、LB、1964-1969（ただし1994年にレナード・マーシャル (Leonard Marshall)が着用した。）
- 81 アート・モンク (Art Monk)、WR、1980-1993

準永久欠番扱いでどの選手にも使用されていない背番号がある。スティーブ・スパリアー (Steve Spurrier)がヘッドコーチに就任した2002年のトレーニングキャンプの際、背番号7はダニー・ウェーフェル (Danny Wuerffel)に、9はシェーン・マシューズ (Shane Matthews)に使用されたものの、その後、ウェーフェルは17に、マシューズは6に変更された。また同シーズン中、背番号49も控えTEのレナード・スティーブンス (Leonard Stephens)に使用された。当時GMだったボビー・ミッチェルはこの仕打ちはオーナーによる嫌がらせではないかと語った。2019年NFLドラフト1巡目で入団したQBのドウェイン・ハスキンズは、オハイオ州立大学時代に背番号7を着用しており、レッドスキンズでも同じ番号を希望したため、サイズマンからの許可を得て、背番号7を着用している。

### プロフットボール殿堂入り
| プロフットボール殿堂入りメンバー一覧 |                                  |                         |                  |                      |        |
| 選手                                 |                                  |                         |                  |                      |        |
| 背番号                               | 名前                             | 名前                    | ポジション       | 在籍期間             | 選出年 |
| 33                                   | サミー・ボウ                     | Sammy Baugh             | QB, S, P         | 1937–1952            | 1963   |
| 35                                   | ビル・ダドリー                   | Bill Dudley             | RB, CB           | 1950–1953            | 1966   |
| 20                                   | クリフ・バトルズ                 | Cliff Battles           | RB, CB           | 1932–1937            | 1968   |
| 40                                   | ウェイン・ミルナー               | Wayne Millner           | TE, DE           | 1936–1941            | 1968   |
| 17                                   | ターク・エドワーズ               | Turk Edwards            | OT, DT           | 1932–1940            | 1969   |
| 75                                   | ディーコン・ジョーンズ           | Deacon Jones            | DE               | 1974                 | 1980   |
| 70                                   | サム・ハフ                       | Sam Huff                | LB               | 1964–1969            | 1982   |
| 9                                    | ソニー・ジャーゲンセン           | Sonny Jurgensen         | QB               | 1964–1974            | 1983   |
| 49                                   | ボビー・ミッチェル               | Bobby Mitchell          | RB, WR           | 1962–1968            | 1983   |
| -                                    | ボビー・ミッチェル               | Bobby Mitchell          | エグゼクティブ   | 1969–2002            | 1983   |
| 42                                   | チャーリー・テイラー             | Charley Taylor          | WR               | 1964–1977            | 1984   |
| 27                                   | ケン・ヒューストン               | Ken Houston             | S                | 1973–1980            | 1986   |
| 73                                   | スタン・ジョーンズ               | Stan Jones              | DT               | 1966                 | 1991   |
| 44                                   | ジョン・リギンズ                 | John Riggins            | RB               | 1976–1985            | 1992   |
| 26                                   | ドン・シュラ                     | Don Shula               | DB               | 1957                 | 1997   |
| 26                                   | ポール・クラウス                 | Paul Krause             | S                | 1964–1967            | 1998   |
| 81                                   | アート・モンク                   | Art Monk                | WR               | 1980–1993            | 2008   |
| 28                                   | ダレル・グリーン                 | Darrell Green           | CB               | 1983–2002            | 2008   |
| 78                                   | ブルース・スミス                 | Bruce Smith             | DE               | 2000–2003            | 2009   |
| 68                                   | ラス・グリム                     | Russ Grimm              | G                | 1981–1991            | 2010   |
| 55                                   | クリス・ハンバーガー             | Chris Hanburger         | LB               | 1965–1978            | 2011   |
| 21                                   | ディオン・サンダース             | Deion Sanders           | CB               | 2000                 | 2011   |
| 89                                   | デイブ・ロビンソン               | Dave Robinson           | LB               | 1973–1974            | 2013   |
| 60                                   | ディック・スタンフェル           | Dick Stanfel            | OG               | 1956–1958            | 2016   |
| 55                                   | ジェイソン・テイラー             | Jason Taylor            | DE, LB           | 2008                 | 2017   |
| 24                                   | チャンプ・ベイリー               | Champ Bailey            | CB               | 1999–2003            | 2019   |
| コーチ・エグゼクティブ               |                                  |                         |                  |                      |        |
| 名前                                 | 名前                             | 名前                    | 役職             | 在籍期間             | 選出年 |
| ジョージ・プレストン・マーシャル     | ジョージ・プレストン・マーシャル | George Preston Marshall | オーナー, 創設者 | 1932–1969            | 1963   |
| カーリー・ランボー                   | カーリー・ランボー               | Curly Lambeau           | ヘッドコーチ     | 1952–1953            | 1963   |
| ヴィンス・ロンバルディ               | ヴィンス・ロンバルディ           | Vince Lombardi          | ヘッドコーチ     | 1969                 | 1971   |
| レイ・フラハティ                     | レイ・フラハティ                 | Ray Flaherty            | ヘッドコーチ     | 1936–1942            | 1976   |
| ジョー・ギブス                       | ジョー・ギブス                   | Joe Gibbs               | ヘッドコーチ     | 1981–1992, 2004–2007 | 1996   |
| ジョージ・アレン                     | ジョージ・アレン                 | George Allen            | ヘッドコーチ     | 1971–1977            | 2002   |
| ボビー・ベサード                     | ボビー・ベサード                 | Bobby Beathard          | GM               | 1978–1989            | 2018   |

RFKスタジアムを本拠地とした時代に Washington Hall of Stars として何人もの選手などの栄誉を讃えた。フェデックス・フィールドに移転した後、 Redskins Ring of Fame として新たな制度の下、選手などの栄誉をたたえている。2002年6月13日、チームは70周年を記念して70人の偉大な選手、ヘッドコーチを選出した。2012年に、チームの80周年を記念して10人が追加で選出された。

### リング・オブ・フェイム
- ジョージ・アレン
- クリフ・バトルズ
- サミー・ボウ
- ボビー・べサード
- ジェフ・ボスティック
- ジーン・ブリトー
- ラリー・ブラウン
- デイブ・バッツ
- ゲイリー・クラーク
- モンテ・コールマン
- ジャック・ケント・クック
- ビル・ダドリー
- ウェイン・カリー
- パット・フィッシャー
- ロンドン・フレッチャー
- ジョー・ギブス
- ダレル・グリーン
- ラス・グリム
- クリス・ハンバーガー
- ケン・ハーベイ
- レン・ハウス
- フィル・ホックバーグ
- ケン・ヒューストン
- サム・ハフ
- ジョー・ジャコビー
- ディック・ジェームス
- ソニー・ジャーゲンセン
- チャーリー・ジャスティス
- ビリー・キルマー
- エディ・ルバロン
- ヴィンス・ロンバルディ
- デクスター・マンリー
- チャールズ・マン
- ジョージ・プレストン・マーシャル
- ウェイン・ミルナー
- ボビー・ミッチェル
- ブライアン・ミッチェル
- アート・モンク
- マーク・モーズリー
- ブリッグ・オーウェンス
- リッチー・ペティボーン
- ヴィンス・プロムート
- ジョン・リギンズ
- クリス・サミュエルズ
- ジェリー・スミス
- チャーリー・テイラー
- ショーン・テイラー
- ジョー・サイズマン
- ラマー・"ブッダ"・タイアー
- ダグ・ウィリアムス

## 歴代ヘッドコーチ
- ラッド・レイ (1932)
- ローン・スター・ディーツ (1933-1934)
- エディ・キャシー (1935)
- レイ・フラハティ (1936-1942)
- ダッチ・バーグマン (1943)
- ダドリー・デグルート (1944-1945)
- ターク・エドワーズ (1946-1948)
- ジョン・ウェルチェル (1949)
- ハーマン・ボール (1949-1951)
- ディック・トッド (1951)
- カーリー・ランボー (1952-1953)
- ジョー・クァリッチ (1954-1958)
- マイク・ニクソン (1959-1960)
- ビル・マクピーク (1961-1965)
- オットー・グレアム (1966-1968)
- ヴィンス・ロンバルディ (1969)
- ビル・オースティン (1970)
- ジョージ・アレン (1971-1977)
- ジャック・パーディー (1978-1980)
- ジョー・ギブス (1981-1992)
- リッチー・ペティボーン (1993)
- ノーブ・ターナー (1994-2000)
- テリー・ロビスキー (2000)
- マーティ・ショッテンハイマー (2001)
- スティーブ・スパリアー (2002-2003)
- ジョー・ギブス (2004-2007)
- ジム・ゾーン (2008-2009)
- マイク・シャナハン (2010-2013)
- ジェイ・グルーデン (2014-2019)
- ロン・リベラ (2020-2023)
- ダン・クイン (2024-)

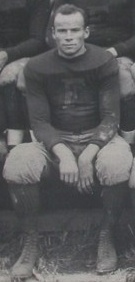
ラッド・レイ
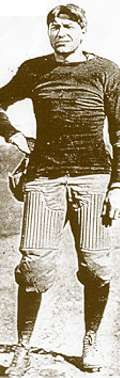
ウィリアム・ディーツ
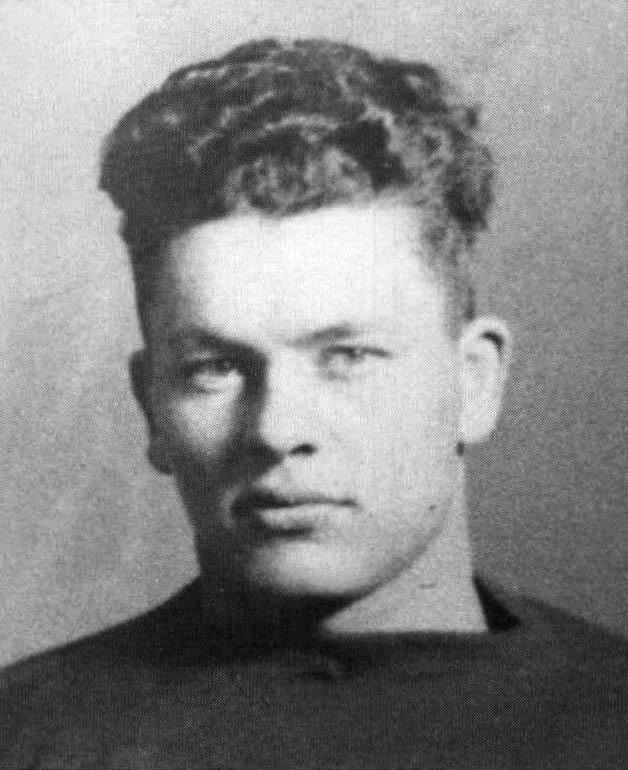
カーリー・ランボー
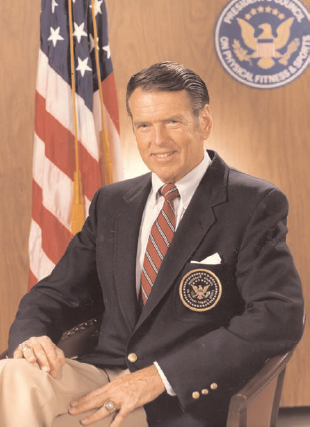
ジョージ・アレン
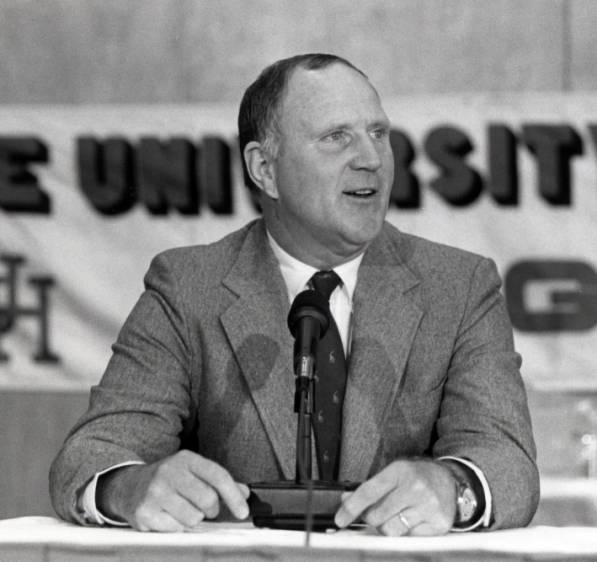
ジャック・パーディ
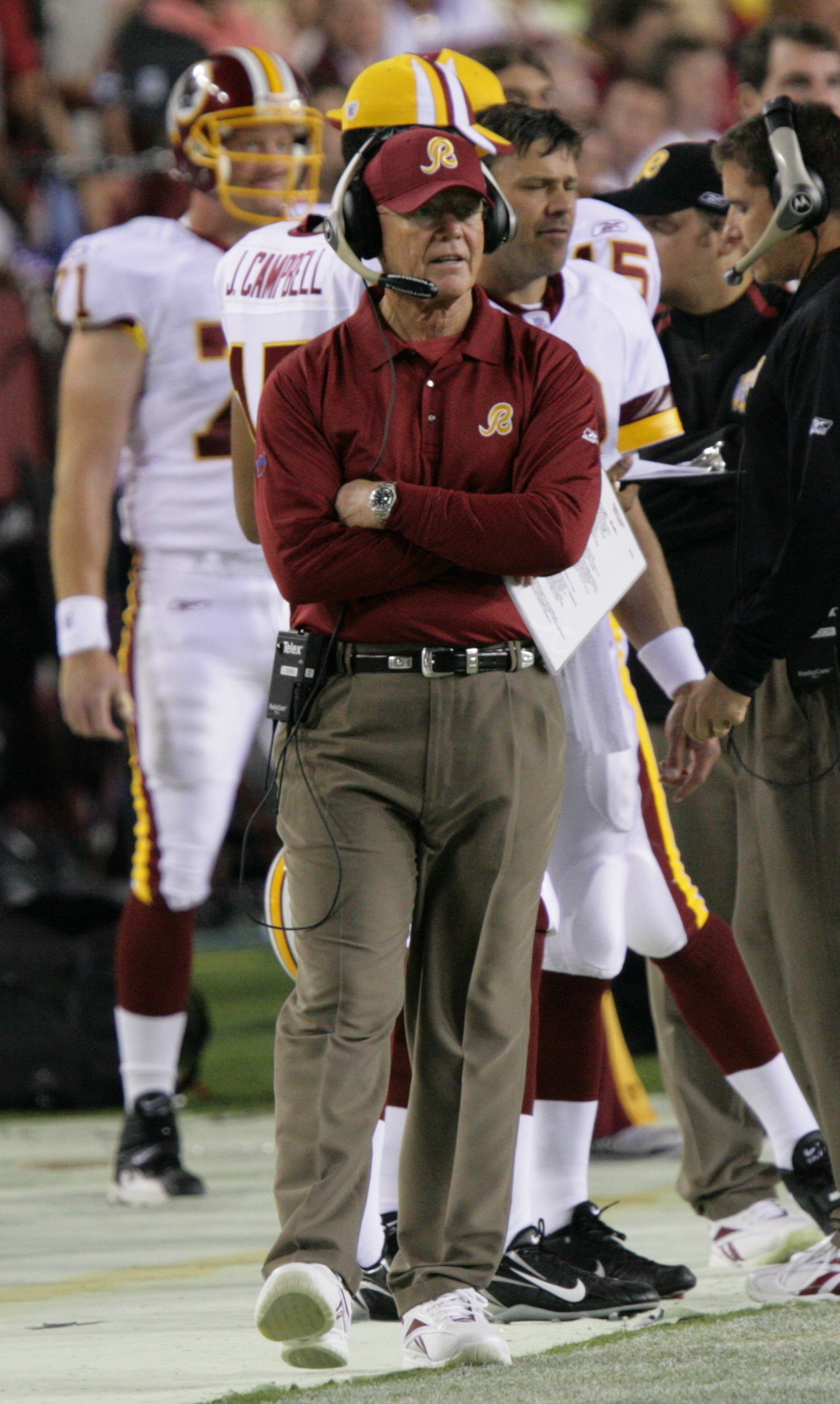
ジョー・ギブス
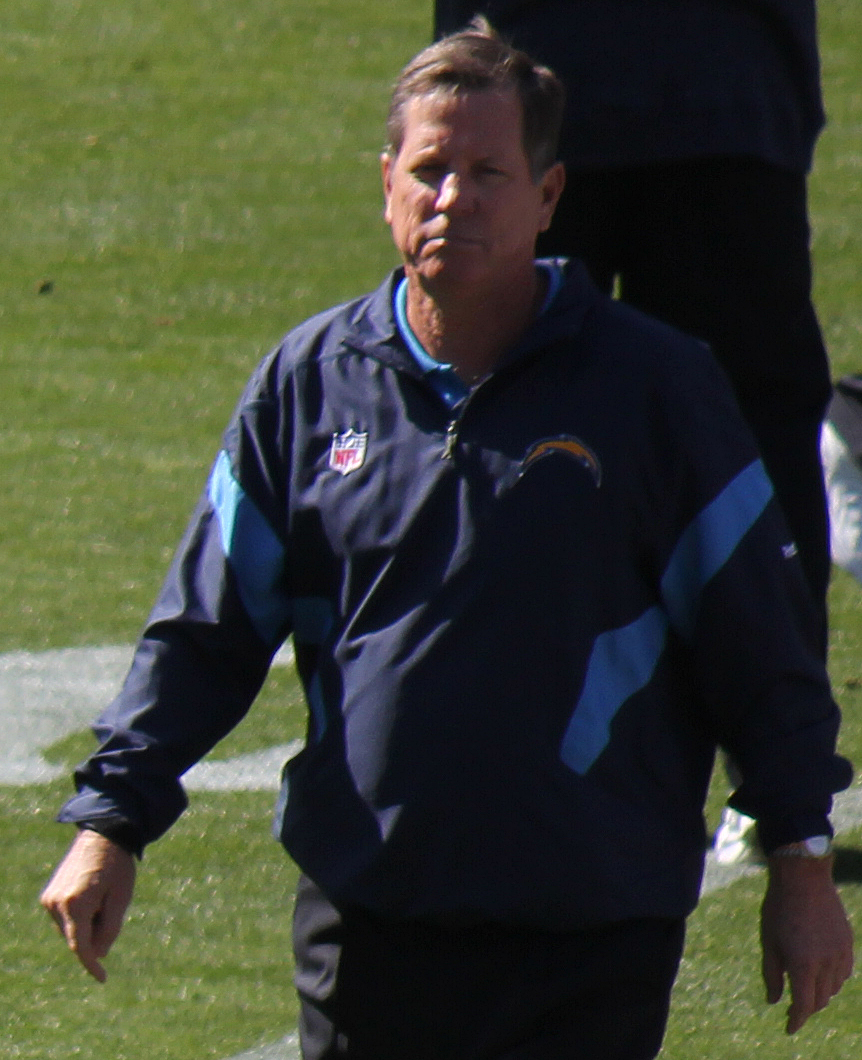
ノーブ・ターナー
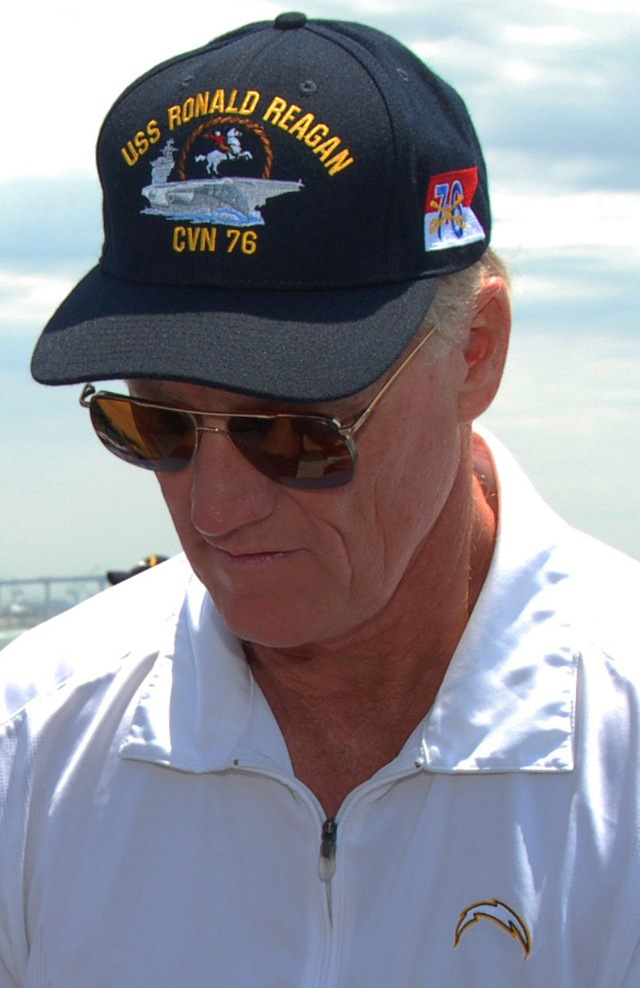
マーティ・ショッテンハイマー
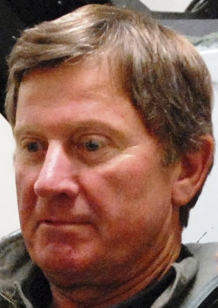
スティーブ・スパリアー
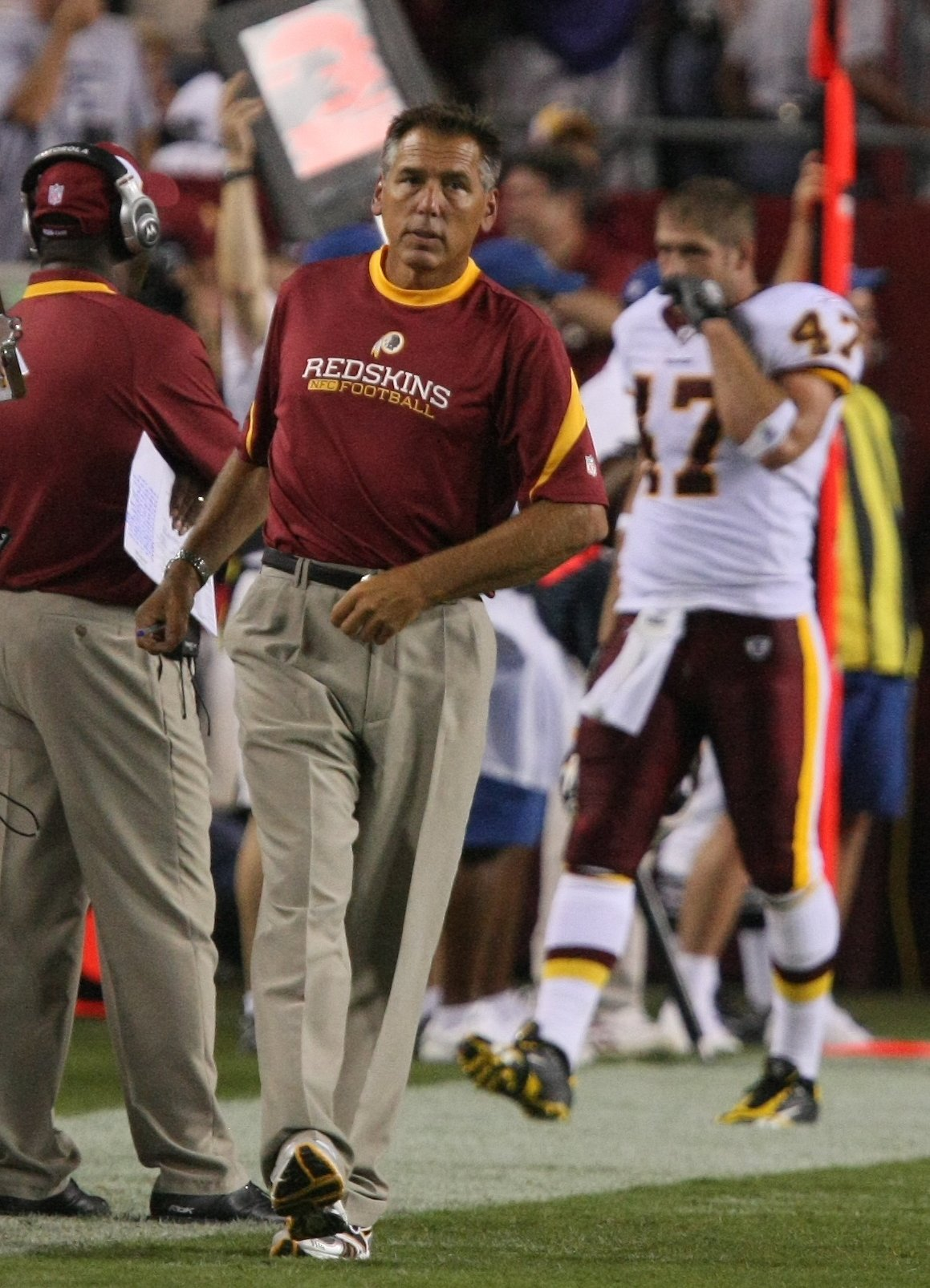
ジム・ゾーン
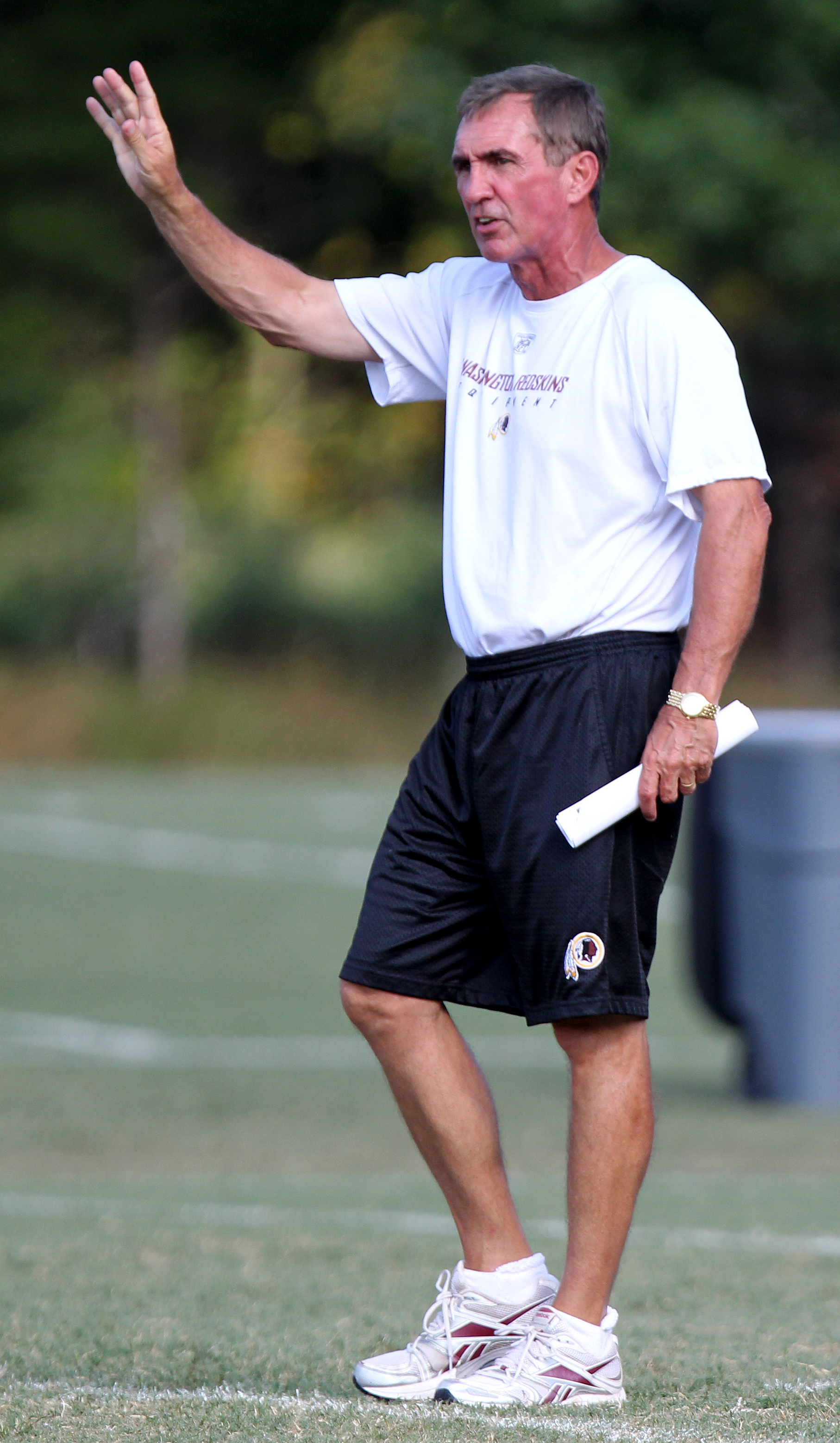
マイク・シャナハン
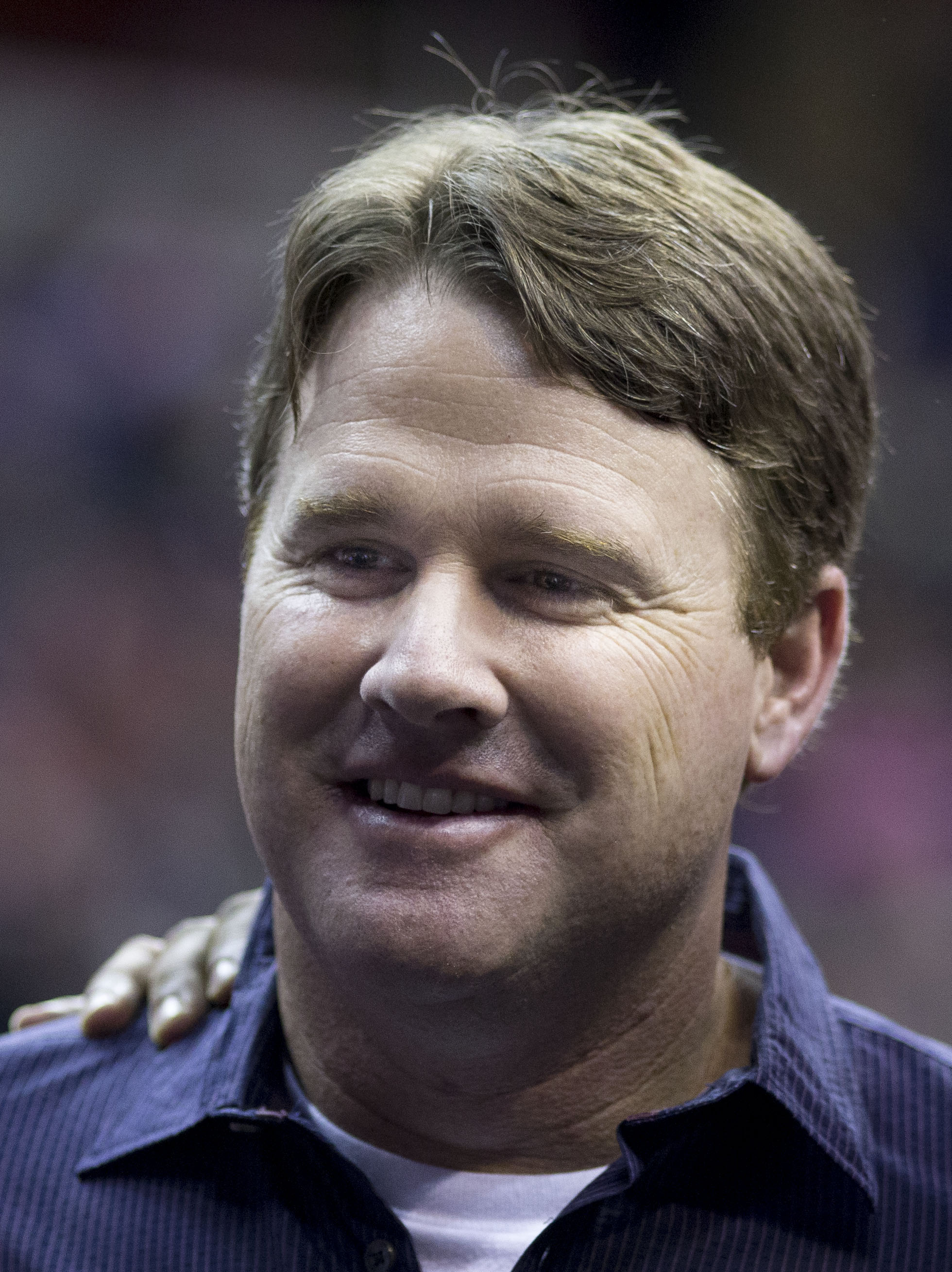
ジェイ・グルーデン
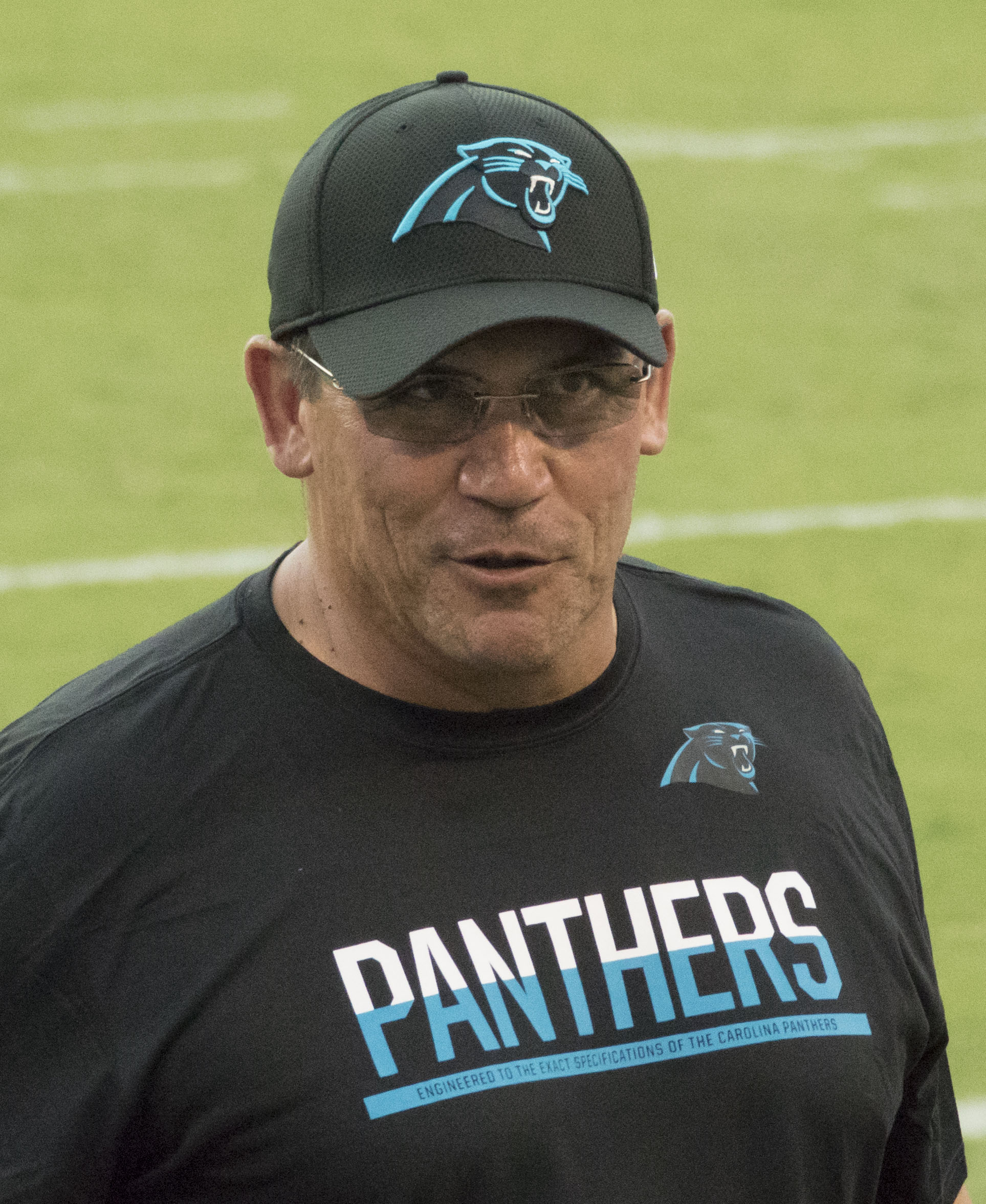
ロン・リベラ